# Racismo en Quebec
El racismo en Quebec refiere a las actitudes, juicios y acciones discriminatorias basadas en la raza, etnia o nacionalidad que han ocurrido y continúan manifestándose en la provincia de Quebec, Canadá. A lo largo de la historia, la interacción entre las comunidades angloparlantes, francoparlantes y los pueblos indígenas, así como la inmigración de diferentes grupos étnicos, ha llevado a la formación de tensiones y conflictos raciales en diferentes momentos.
En Quebec, el racismo se ha identificado como un problema social que ha generado diversas interpretaciones sobre su naturaleza y alcance. Tradicionalmente, ha habido una tendencia a considerar los incidentes racistas como casos aislados, aunque su recurrencia ha motivado un debate más amplio sobre la necesidad de abordar estas situaciones de manera sistemática. El análisis del racismo en esta región de Canadá ha señalado la importancia de reconocerlo, evitando tanto la negación como la autocomplacencia.
La firma Léger regularmente realiza encuestas midiendo cómo las personas se perciben a sí mismas como racistas. En 2020, un 20 % de los quebequenses se consideraban racistas. Aunque es un porcentaje superior al resto de Canadá (16 %), es menor que en Francia (35 %) y Estados Unidos (50 %). No obstante, las cifras pueden no reflejar toda la realidad ya que el racismo va más allá de la autopercepción y puede manifestarse de manera inconsciente. Además, la «raza» también se entrelaza con la religión y la etnicidad. Un 54 % de los encuestados en Quebec expresaron incomodidad hacia una mujer con velo, en contraposición al 40 % en el resto de Canadá.
El conservadurismo en Quebec se asemeja al francés, centrado en la defensa de la laicidad y el idioma francés. También hay una fuerte oposición al «wokismo», concepto que se considera contrario a los valores quebequenses. La defensa de la laicidad, particularmente contra el islam, y un creciente discurso antiinmigración resaltan la influencia cultural francesa en la política quebequense.

## Historia

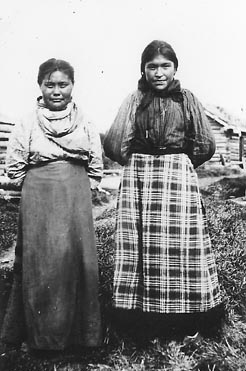
Niñas esclavas, río Mackenzie, Territorios del Noroeste.

En Quebec, al igual que en otros lugares, el racismo ha trascendido las teorías y se ha manifestado en situaciones tangibles, tales como el lugar de trabajo, la vivienda y las intervenciones policiales. Durante el siglo XIX y parte del siglo XX, el racismo se organizaba abiertamente en teorías e ideologías. Aunque todavía hay voces racistas en grupos extremistas y círculos cientificistas, la mayoría de las formas de racismo en la actualidad son más sutiles y a menudo se niegan. La mayoría de las personas ya no admiten ser racistas abiertamente.
En el contexto histórico canadiense, la identidad de los Métis ha sido interpretada de diversas maneras en relación con la identidad quebequense. Durante ciertos periodos, existió una tendencia a vincular la historia de los Métis con la identidad quebequense, presentando a los Métis dentro del marco de la experiencia Quebecois.
Louis Riel, una figura central en la historia Métis, ha sido frecuentemente representada en contextos que destacan tensiones entre el Canadá angloparlante y la comunidad francófona, en lugar de enfocarse exclusivamente en la experiencia y cultura Métis.
El repliegue identitario de los francoparlantes de Quebec puede considerarse la base de un cierto etnocentrismo. El objetivo de mantener la homogeneidad del grupo implica que los recién llegados tienen una opción binaria: asimilarse o ser excluidos. Durante mucho tiempo, la inmigración en Quebec fue percibida como una estrategia demográfica del grupo dominante anglosajón para enfatizar el estatus minoritario de los francoparlantes. Sin embargo, es esencial reconocer que el Quebec moderno se distingue por no haber permitido que el racismo penetre en la vida política al nivel de convertirse en una ideología cristalizada en un partido político. Las expresiones de intolerancia y rechazo, aunque no insignificantes, permanecen dispersas.Con base en la estructura propuesta por M. Wieviorka, el racismo en Quebec se puede clasificar en «racismo disperso». Este puede manifestarse como «infraracismo», que es menos estructurado y puede surgir en forma de prejuicios más que actitudes racistas genuinas, o puede ser más definido y evidente en la vida social o el espacio público.
A pesar de que Quebec ha tenido una historia de grupos racistas, estos han sido menos numerosos y menos organizados que en otras partes de Canadá. Fueron especialmente activos durante la recesión económica de 1980-1995, y es preocupante la influencia que los miembros de estos grupos puedan tener dentro de formaciones políticas establecidas.
En 1960, hubo cambios en cómo la identidad canadiense-francesa fue percibida y, como resultado, emergió una identidad quebequense más definida. Durante este periodo de redefinición, algunas identidades, incluidas las de los angloparlantes y de los pueblos originarios, no siempre fueron abordadas de manera prominente en las discusiones públicas.

### Colonialismo

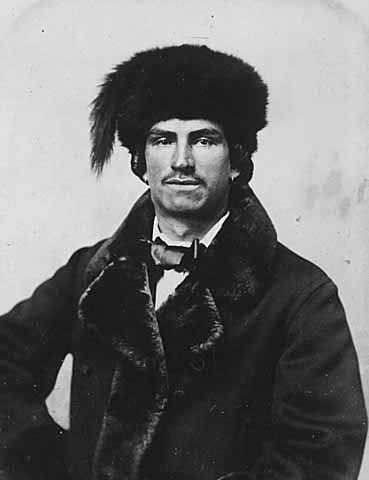
«Sangre mestiza (Indio y Francés) comerciante de pieles» ca. 1870. Sociedad Histórica de Minnesota ubicación n.º HD2.3 r7 Negativo n.º 10222

Hay registros de esclavitud en varias áreas que luego se convirtieron en Canadá, que datan del siglo XVII. La mayoría de los esclavos canadienses eran aborígenes, y posteriormente leales al Imperio Unido trajeron esclavos desde los Estados Unidos. Marie-Joseph Angélique fue una de las esclavas más conocidas de la Nueva Francia (hoy Quebec). Mientras estaba embarazada, prendió fuego a la casa de su ama para vengarse o para desviar la atención de su escape. Se fugó con el padre de su hijo, que también era un esclavo negro que pertenecía a otro dueño. El incendio que inició terminó quemando parte de Montreal y una gran parte del Hôtel-Dieu. Más tarde, fue capturada y condenada a muerte.
La Ley de Indios de 1876, que estableció reservas para los indígenas en Quebec, ha sido objeto de discusión respecto a sus implicaciones coloniales. Esta ley ha sido interpretada por algunos como un medio para perpetuar una relación colonial con las Primeras Naciones en Canadá.En Quebec, algunos argumentan que el Estado canadiense no ha reconocido adecuadamente su derecho a la autodeterminación. También se ha mencionado que las políticas de inmigración federal pueden tener elementos discriminatorios, aunque estas aseveraciones son objeto de debate.
Para un número significativo de minorías racializadas en Quebec, existe una situación real de marginalización socioeconómica y tensión. Durante aproximadamente dos décadas, grupos comunitarios han estimado rutinariamente la tasa de desempleo entre las minorías visibles, multiplicando por dos las cifras oficiales para la población en general. Sus estimaciones han demostrado ser sorprendentemente precisas. Mientras la sociedad se escandaliza ante una tasa de desempleo del 15 % en ciertas categorías de jóvenes, es importante destacar que para categorías equivalentes de jóvenes de minorías visibles, la tasa supera el 30 %. Aunque otros factores pueden influir en esta cifra, la marginalización que resulta de esta situación es exacerbada por su visibilidad, creando un riesgo significativo de desviaciones y dando paso a corrientes neo-racistas emergentes.
A continuación, la tabla presenta una serie de eventos y políticas significativos relacionados con las relaciones interétnicas, el racismo y la inmigración en Quebec y Canadá, desde el año 1701 hasta el 2009. Los acontecimientos abordados incluyen acciones gubernamentales, crisis sociales y decisiones políticas que han influido en la dinámica multicultural del país.
| Año(s)                          | Políticas interétnicas, el racismo y la inmigración en Quebec y Canadá |
| ------------------------------- | --- |
| 1701                            | Se firma la Gran Paz de Montreal entre Francia y treinta y nueve naciones aborígenes para poner fin a sus conflictos. |
| 1709                            | La Nueva Francia legaliza la esclavitud mediante una ordenanza del Intendente Raudot. Practicada desde principios del siglo XVII bajo el Code Noir (adoptado por Francia en 1685), la esclavitud continuaría bajo el régimen británico en Quebec hasta su abolición en 1833. |
| 1759                            | La conquista de Quebec resulta en la dominancia británica sobre la población francesa, que es cinco veces más numerosa. |
| 1816–1851                       | La primera gran oleada de inmigración a Canadá trae a casi un millón de inmigrantes británicos, escoceses e irlandeses a Quebec City, Montreal y otros puertos atlánticos. |
| 1839                            | El informe de Lord Durham sobre los asuntos de América del Norte británica recomienda aumentar la inmigración británica en Canadá para acelerar la asimilación cultural y lingüística de los canadienses franceses. |
| 1879–1914                       | La Ley de Tierras del Dominio (concesiones de tierras gratuitas, 1872), la Política Nacional de John A. Macdonald (1879), y el Plan Sifton (1896) son parte del mayor esfuerzo en la historia de Canadá para aumentar la inmigración. Se busca a los inmigrantes para colonizar el Oeste, establecer granjas, proporcionar una fuerza laboral barata en Ontario y Quebec industrializados, construir el ferrocarril nacional de Canadá y establecer la infraestructura de la nación.                                                                                          |
| 1880–1885                       | La política de inmigración restringe y excluye a los asiáticos (especialmente chinos y japoneses) a través de cuotas y impuestos, y posteriormente prohíbe su entrada a Canadá (a través de la legislación que afecta a los solicitantes de inmigración japoneses en 1908 y la Ley de Inmigración China de 1923). |
| 1874–1879                       | Una profunda recesión provoca una masiva emigración de canadienses franceses a Estados Unidos. Entre 1880 y 1890, casi 150 000 (o el 11,3 % de la población de Quebec) abandonan el país. Entre 1840 y 1930, un millón emigra hacia el sur. |
| 1923                            | Después de la Primera Guerra Mundial, el gobierno federal de Canadá aprueba la Ley de Asentamiento del Imperio para continuar su desarrollo del Oeste a través de la inmigración. |
| 1939–1945                       | Durante la Segunda Guerra Mundial, miles de refugiados judíos, buscando refugio del nazismo, son rechazados por Canadá. Cuando Japón se une a la guerra, los canadienses de ascendencia japonesa son internados en campos de trabajo o deportados, y se confisca su propiedad. |
| 1946–1961                       | Muchos inmigrantes italianos y británicos se establecen en Quebec, seguidos en importancia |
| 1947                            | Se crea la primera Ley Federal de Ciudadanía que otorga el estatus legal de «Ciudadano Canadiense», pero aún se basa en una concepción étnica de «nación» y la importancia de preservar la homogeneidad cultural. |
| 1952                            | La Ley de Inmigración establece el marco para gestionar la inmigración y otorga amplios poderes discrecionales a los oficiales de inmigración en la selección de candidatos. Los criterios de elegibilidad y exclusión siguen siendo poco claros. |
| 1956                            | La regulación federal establece claramente una jerarquía de preferencias étnicas para la política de inmigración canadiense. Canadá decide priorizar a los inmigrantes del Commonwealth y del norte de Europa; luego Europa del Este, Europa del Sur, Medio Oriente y América Latina; y Asia y África. |
| 1962                            | Las nuevas regulaciones abrogan las disposiciones preferenciales para los candidatos de inmigración británicos, franceses o estadounidenses y las reemplazan con criterios de selección «objetivos», basados en el nivel educativo, empleabilidad y cualificaciones profesionales y técnicas de los solicitantes. |
| 1967                            | Abolición de todas las disposiciones de inmigración preferenciales (o discriminatorias). |
| 1968                            | Crisis de la escuela «St Leonard» desencadenada cuando una junta escolar suburbana de Montreal decide eliminar las clases bilingües y reemplazarlas por clases impartidas en francés. Creación del primer Ministerio de Inmigración de Quebec (MIQ). |
| 1971                            | Se aprueba la Política de Multiculturalismo de Canadá. |
| 1975                            | Se adopta la Carta de Derechos Humanos y Libertades de Quebec, estableciendo los derechos fundamentales de los ciudadanos como principios inalienables que tienen precedencia legal sobre toda otra legislación. |
| 1977                            | Se aprueba la Carta de la Lengua Francesa (Proyecto de Ley 101), estableciendo vínculos entre la integración de los inmigrantes y el lenguaje público común de la provincia. |
| 1982                            | La Carta Canadiense de Derechos y Libertades se consolida en la Constitución Canadiense. El multiculturalismo se integra en la Carta. |
| 1986                            | Se adopta la Ley Federal de Igualdad de Empleo, introduciendo el término minoría visible y obligando a las empresas bajo jurisdicción federal a adoptar un plan de equidad para algunos grupos objetivo, incluyendo mujeres, minorías visibles y pueblos aborígenes. |
| 1988                            | Se aprueba la Ley Canadiense de Multiculturalismo. |
| 1990                            | El Acuerdo Gagnon-Tremblay–McDougall otorga a Quebec jurisdicción exclusiva sobre la integración y selección de inmigrantes «independientes». Se adopta la Declaración de Política sobre Inmigración e Integración. Se actualiza posteriormente en el Plan de Acción del gobierno de 2004, que describe mejor el modelo de interculturalismo de Quebec. El enfrentamiento de Oka se convierte en una crisis política sobre las reclamaciones de tierras aborígenes que dura tres meses, enfrentando a la nación Mohawk y sus aliados contra los gobiernos de Quebec y Canadá. |
| 2005                            | El gobierno canadiense aprueba el «Plan de Acción de Canadá Contra el Racismo», presentado como un esfuerzo pan-gubernamental contra el racismo. |
| 2006-2008                       | Crisis de acomodación razonable. El 8 de febrero de 2007, se crea la Comisión de Consulta sobre Prácticas de Acomodación relacionadas con las Diferencias Culturales (también conocida como la Comisión Bouchard-Taylor). Presenta su informe final el 19 de mayo de 2008. |
| Octubre de 2008                 | El gobierno de Quebec presenta «Diversidad: Un Valor Añadido». Política gubernamental para promover la participación de todos en el desarrollo de Quebec, enfocándose en combatir la discriminación basada en sexo, edad, discapacidad, condición social, orientación sexual, color y origen étnico o nacional. |
| Septiembre de 2009              | Se presenta el Proyecto de Ley 16, «Ley para promover la acción de la Administración con respecto a la diversidad cultural», pero es inmediatamente impugnado. |
| Fuente: Universidad de Montreal | |

### Escuelas residenciales en Quebec durante los siglosXIXyXX

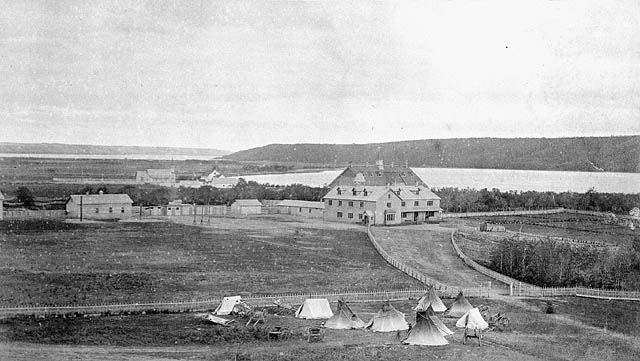
El Internado para Indios Qu'Appelle en Lebret, Assiniboia, Territorios del Noroeste, hacia 1885

Con el objetivo de civilizar y cristianizar a las poblaciones aborígenes, en el siglo XIX se desarrolló un sistema de «escuelas industriales» que combinaba estudios académicos con «cuestiones más prácticas» y las escuelas para los nativos comenzaron a aparecer en la década de 1840. A partir de 1879, estas escuelas siguieron el modelo de la Carlisle Indian School en Pensilvania, cuyo lema era: «Mata al indio que hay en él y salva al hombre». Se consideró que el arma más eficaz para «matar al indio» en ellos era sacar a los niños de sus pueblos y, por lo tanto, los niños nativos eran alejados de sus hogares, sus padres, sus familias, amigos y comunidades. La Ley Indígena de 1876 otorgaba al gobierno federal la responsabilidad de la educación indígena y para 1910, las escuelas residenciales se habían convertido en la principal estrategia de educación indígena; el gobierno proporcionó fondos a grupos religiosos como las iglesias católica, anglicana, de la Iglesia Unida y presbiteriana para que recibieran educación indígena. En 1920, la asistencia de los nativos se hizo obligatoria y había setenta y cuatro escuelas residenciales en funcionamiento en todo el país. Siguiendo las ideas de Sifton y otros como él, los objetivos académicos de estas escuelas fueron «simplificados». Como Duncan Campbell Scott declaró en ese momento, no querían que los estudiantes «fueran demasiado inteligentes»: «Con este fin, el plan de estudios en las escuelas residenciales se ha simplificado y la instrucción práctica impartida es como puede ser de utilidad inmediata para el alumno cuando regrese a la reserva después de dejar la escuela».
La financiación que proporcionaba el gobierno era generalmente insuficiente y, a menudo, las escuelas funcionaban como «negocios autosuficientes», donde los «estudiantes trabajadores» eran retirados de las clases para lavar la ropa, calentar el edificio o realizar trabajos agrícolas. Los dormitorios a menudo estaban mal calentados y abarrotados, y la comida no era suficientemente nutritiva. Un informe de 1907, encargado por Asuntos Indígenas, encontró que en 15 escuelas de la pradera había una tasa de mortalidad del 24 %. De hecho, un superintendente general adjunto de Asuntos Indígenas en ese momento comentó: «Es bastante acertado decir que el cincuenta por ciento de los niños que pasaron por estas escuelas no se beneficiaron de la educación que habían recibido en ellas». Si bien la tasa de mortalidad disminuyó en los últimos años, la muerte seguiría siendo parte de la tradición de la escuela residencial. El autor de ese informe al BNA, Dr. PH Bryce, fue posteriormente removido y en 1922 publicó un panfleto que estuvo a punto de calificar de «homicidio» la indiferencia del gobierno ante las condiciones de los indígenas en las escuelas.
Los antropólogos Steckley y Cummins señalan que los abusos endémicos --emocionales, físicos y sexuales-- por los que el sistema ahora es bien conocido «podrían fácilmente calificar como lo peor que los europeos hicieron a los nativos en Canadá». Los castigos a menudo eran brutales y crueles, a veces incluso amenazaban la vida o acababan con la vida. A veces, a los niños se les clavaban alfileres en la lengua por hablar en sus lenguas nativas, se hacía que los niños enfermos comieran su vómito y se realizaban inspecciones de los genitales de los niños. El término «Scoop de los años sesenta» (también conocido como «Scoops de Canadá») se refiere a la práctica canadiense, que comenzó en la década de 1960 y continuó hasta finales de la de 1980, de tomar («recoger») a los niños de pueblos aborígenes en Canadá de sus familias para colocarlos en hogares de acogida o adopción.
La mayoría de las escuelas residenciales cerraron en la década de 1970, y la última en 1996. Las demandas penales y civiles contra el gobierno y las iglesias comenzaron a fines de la década de 1980 y poco después cerró la última escuela residencial. Para 2002, el número de demandas había superado las diez mil. En la década de 1990, comenzando con la Iglesia Unida, las iglesias que administraban las escuelas residenciales comenzaron a emitir disculpas formales. Y en 1998, el gobierno canadiense emitió la Declaración de Reconciliación, y comprometió C$ 350 millones en apoyo de una estrategia de curación basada en la comunidad para abordar las necesidades de curación de individuos, familias y comunidades que surgen del legado de abuso físico y sexual en las escuelas residenciales. El dinero se utilizó para poner en marcha la Fundación de Curación Aborigen.
En los siglos XIX y XX, Quebec no estuvo exenta de la política de asimilación de las poblaciones nativas por parte del gobierno federal canadiense. Esta política promovió activamente el sistema de escuelas residenciales indias, con la intención de integrar a los pueblos originarios en la cultura dominante europeo-canadiense.
Las iglesias cristianas, bajo el apoyo y auspicio del Departamento de Asuntos Indígenas, administraron estas instituciones. De hecho, alrededor de 150 000 niños, equivalente al 30 % de la población infantil indígena, fueron forzados a asistir a estas escuelas en todo Canadá, con Quebec siendo un lugar significativo de este sistema hasta su última escuela en 1996.
La visión de «civilizar» y «cristianizar» a las poblaciones indígenas llevó al desarrollo inicial de «escuelas industriales» en el siglo XIX, con una combinación de estudios académicos y habilidades prácticas. Estas escuelas se inspiraron en modelos como la Carlisle Indian School en Pensilvania, que tenía el lema revelador: «Mata al indio que hay en él y salva al hombre». Este enfoque implicaba alejar a los niños nativos de sus familias y comunidades, creando una brecha cultural y emocional.

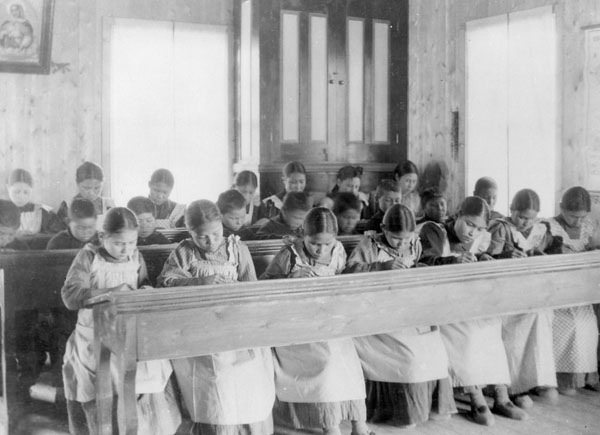
Los internados tenían como objetivo original eliminar el idioma y cultura indígena reemplazandolo por creencias cristianas. En la foto aparece el internado de Fort Resolution, NWT.

En 1876, la Ley Indígena delegó la educación indígena al gobierno federal. Para 1910, las escuelas residenciales se habían vuelto predominantes en la política educativa indígena. Las organizaciones religiosas, incluidas las iglesias católica, anglicana, de la Iglesia Unida y presbiteriana, recibieron fondos gubernamentales para dirigir estas instituciones. A medida que avanzaba el siglo XX, estas escuelas pasaron a ser obligatorias para los niños nativos, con 74 escuelas operativas en Canadá, incluyendo varias en Quebec.
Sin embargo, la realidad de estas escuelas era sombría. Las condiciones eran a menudo deplorables, con dormitorios superpoblados, mal calefaccionados y con alimentos inadecuados. Los abusos, tanto físicos como emocionales, eran endémicos. El trauma experimentado por muchos niños incluía castigos brutales, como la inserción de alfileres en la lengua por hablar su lengua materna y la exposición a inspecciones genitales invasivas.
A medida que pasaban los años, el reconocimiento del daño infligido por estas escuelas comenzó a surgir. A finales de la década de 1980, las demandas contra el gobierno y las iglesias comenzaron a acumularse, culminando en más de diez mil demandas para 2002. Durante la década de 1990, las iglesias comenzaron a disculparse formalmente por su papel en el sistema de escuelas residenciales, y en 1998, el gobierno canadiense emitió la Declaración de Reconciliación.
La provincia de Quebec, como el resto de Canadá, ha trabajado desde entonces para reparar este oscuro capítulo de su historia. La Comisión de la Verdad y la Reconciliación (2008-2015) se estableció para documentar estos abusos, y su informe final describió el sistema de escuelas residenciales como un «genocidio cultural». Aunque el pasado no puede ser cambiado, las acciones actuales y futuras en Quebec y en todo Canadá apuntan a reconocer, reconciliar y remediar los errores cometidos.Desde finales del siglo XIX hasta la década de 1990, numerosos niños indígenas de Quebec fueron enviados a internados dirigidos por la Iglesia Católica. Estas instituciones, parte de una red más amplia en Canadá, sometieron a los jóvenes a condiciones deshumanizantes. Muchos de ellos sufrieron abusos físicos y sexuales. Se estima que un número significativo falleció a causa de desnutrición, enfermedades, maltrato y negligencia.
Entre 1883 y 1996, operaron en el país 139 internados financiados por el Gobierno federal y administrados por grupos religiosos. Estos centros fueron escenario de negligencia, abusos sexuales, racismo y violencia física. Se estima que más de seis mil niños perdieron la vida en estas instituciones. El primer ministro canadiense, Justin Trudeau, ha calificado la asimilación forzada de menores indígenas en estos internados como «el mayor error» de Canadá.
El reciente hallazgo de más de 1200 fosas sin marcar en terrenos de estas antiguas instituciones ha conmocionado al mundo, resaltando aún más la urgencia de abordar y reparar estos hechos históricos.

### Época contemporánea
La noción de racismo sistémico se refiere a estructuras y políticas que, intencionadamente o no, generan desigualdades o discriminación basadas en la raza. Existen informes y estudios que sugieren discriminación en diversos sectores, como el empleo, la vivienda y el sistema judicial. Por ejemplo, la Comisión Viens examinó las relaciones entre los indígenas y los servicios públicos en Quebec, y encontró evidencia de discriminación. En 1988, la Comisión de Derechos Humanos de Quebec inició una investigación pública sobre las acusaciones de tratos discriminatorios y comportamientos racistas de la policía hacia las minorías visibles y étnicas. Esta acción fue el resultado de un aumento en las tensiones entre las comunidades negras y los servicios policiales, marcado por intervenciones, arrestos y, trágicamente, la muerte de jóvenes en operaciones policiales.
El informe final ofreció recomendaciones destinadas a abordar situaciones y prácticas con impactos discriminatorios, y a permitir a los legisladores adaptarse a la nueva realidad de una sociedad ahora multiétnica. El objetivo principal era crear condiciones que favorecieran la mejora de las relaciones entre las fuerzas del orden y una sociedad basada en los derechos humanos, especialmente en la igualdad de derechos, independientemente del origen étnico.Tres años después de la presentación de este informe, y siguiendo la recomendación de un médico forense tras la muerte de un joven negro, se estableció un grupo de trabajo para estudiar las relaciones entre la comunidad negra y la policía de la ciudad de Montreal. Este comité presentó su informe en diciembre de 1991.

#### Referéndum de Quebec de 1995

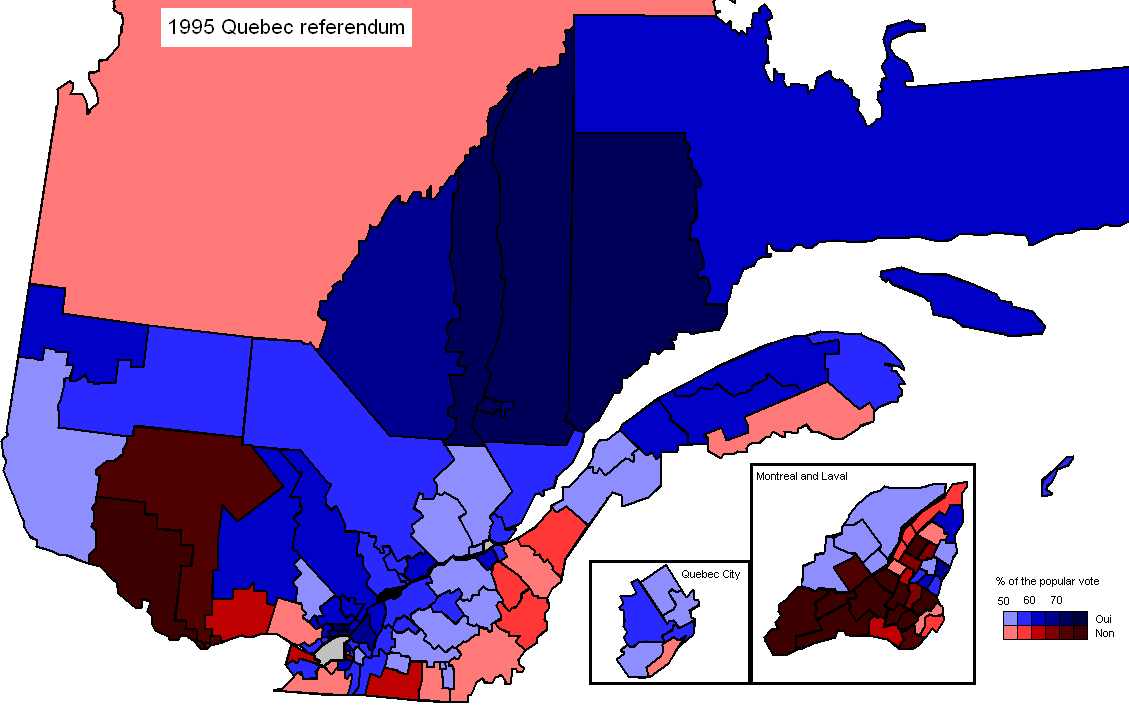
Resultado por distritos. En tonos azulados, el «SÍ»; en tonos rojizos, el «NO».

El referéndum de 1995 en Quebec se ha señalado como un momento crucial en la evolución del discurso político sobre el racismo en la provincia. Tras el ajustado rechazo a la propuesta de independencia de Quebec, el entonces primer ministro, Jacques Parizeau, sorprendió a muchos al atribuir la derrota al «dinero y a los votos étnicos», una declaración que dejó una profunda impresión en la comunidad inmigrante y las minorías étnicas de Quebec. Después del comentario de Parizeau, la cantante nacida en Montreal, Allison Russell, recordó en una presentación en 2022 cómo fue vivir en la ciudad tras esas palabras. Russell, quien es de ascendencia afrocanadiense, compartió experiencias traumáticas de acoso y discriminación. La joven artista, quien tenía 15 años en el momento del referéndum, afirmó que los comentarios alimentaron actos racistas en las calles y contribuyeron a su decisión de mudarse de Quebec.
Aly Ndiaye, historiador y rapero también conocido como Webster, identifica la derrota en el referéndum y el comentario de Parizeau como un punto de inflexión en el nacionalismo quebequés. Según Ndiaye, el nacionalismo quebequense de las décadas de 1960 y 1970 estaba orientado hacia una visión progresista e inclusiva, inspirado por los movimientos de descolonización y revoluciones globales. Sin embargo, tras el referéndum, este nacionalismo comenzó a volverse más insular y exclusivo. Fo Niemi, director del Centro de Investigación-Acción sobre las Relaciones Raciales de Montreal (CRARR), también recordó un aumento en las llamadas de odio tras el referéndum. Niemi, quien fundó CRARR en 1983, describió cómo el centro recibió numerosas llamadas de odio en los días posteriores al voto.
Los ecos del referéndum de 1995 aún resuenan en el discurso político contemporáneo en Quebec. En una elección reciente, declaraciones sobre la inmigración hechas por el candidato de Coalition Avenir Quebec, Jean Bouret, y el líder del partido, François Legault, revivieron tensiones similares a las experimentadas en 1995. Evelyn Calugay, directora ejecutiva de PINAY, un grupo de derechos de las mujeres filipinas, recuerda comentarios discriminatorios dirigidos hacia su comunidad y hacia la comunidad china en 1995. Según Calugay, la retórica excluyente persiste, y las minorías y los marginados continúan siendo blancos fáciles para el chivo expiatorio en discursos políticos.

#### Políticas antiracistas en Quebec (1990-2010)
Los problemas de racismo y discriminación estaban prácticamente ausentes del discurso normativo «oficial» en Quebec. Declaraciones gubernamentales como la Política de Inmigración e Integración de 1990 y la Política de Integración Educativa e Intercultural de 1998 dedicaban escasas líneas al racismo, enmarcando el problema como una posible transgresión individual en lugar de un fenómeno sistémico. La legislación antipobreza de Quebec (Ley 112) y su Estrategia Nacional para Combatir la Pobreza y la Exclusión Social, identificaron a los «inmigrantes» y «minorías visibles» como «grupos vulnerables», pero no discutieron los mecanismos sociológicos que interrelacionan racismo, discriminación, desigualdades sociales y exclusión.
Históricamente, ha habido una reticencia en Quebec hacia enfrentar el racismo directamente. Las respuestas institucionales a estos problemas han sido ambivalentes, a menudo esporádicas. En general, el racismo sólo provoca una reacción de las autoridades públicas de Quebec cuando conduce a discursos racializantes excesivos o a la violencia.
En el verano de 2006, el gobierno de la ciudad creó una comisión parlamentaria para abordar el racismo y la discriminación. La comisión lanzó consultas públicas basadas en un documento titulado Hacia una política gubernamental para luchar contra el racismo y la discriminación, el seguimiento provincial al Plan de Acción de Canadá contra el Racismo de 2005. Sin embargo, no fue hasta después de la Comisión de Consulta sobre Prácticas de Acomodación Relacionadas con Diferencias Culturales (también conocida como la Comisión Bouchard-Taylor) que se adoptó una política gubernamental en esta área. En noviembre de 2008, el gobierno Liberal de Quebec lanzó el proyecto Diversidad: Un Valor Añadido: Política gubernamental para promover la participación de todos en el desarrollo de Québec. Esta política proponía un enfoque integral, cubriendo educación, prevención, movilización de instituciones, apoyo a víctimas y la supresión de la violencia racista.
Con el objetivo de implementar aspectos específicos del plan de acción, la ministra de Inmigración, Yolande James, introdujo el Proyecto de Ley 16 en septiembre de 2009. Esta acción reavivó el debate sobre las «medidas de adaptación justas y razonables». No obstante, esta propuesta fue aplazada de manera indefinida.
Un problema adicional que ha afectado las relaciones entre la policía y algunos grupos racializados es el «perfil racial». Tras eventos en el verano de 2008 en Montréal-Nord, donde un enfrentamiento con la policía resultó en la muerte a tiros de un joven latino y posteriormente estalló un disturbio en este barrio desfavorecido, la Comisión des droits de la personne et des droits de la jeunesse (CDPDJ) llevó a cabo consultas públicas sobre el perfil racial. Según la cdpdj, han recibido aproximadamente sesenta quejas de toda la región sobre este tema y han presentado cerca de diez casos ante el Tribunal des droits de la personne. Se espera que un informe sobre estas consultas pueda presionar al gobierno para acelerar la implementación de una nueva ley y una política mejor diseñada para combatir el racismo.

### Visita del Papa Francisco

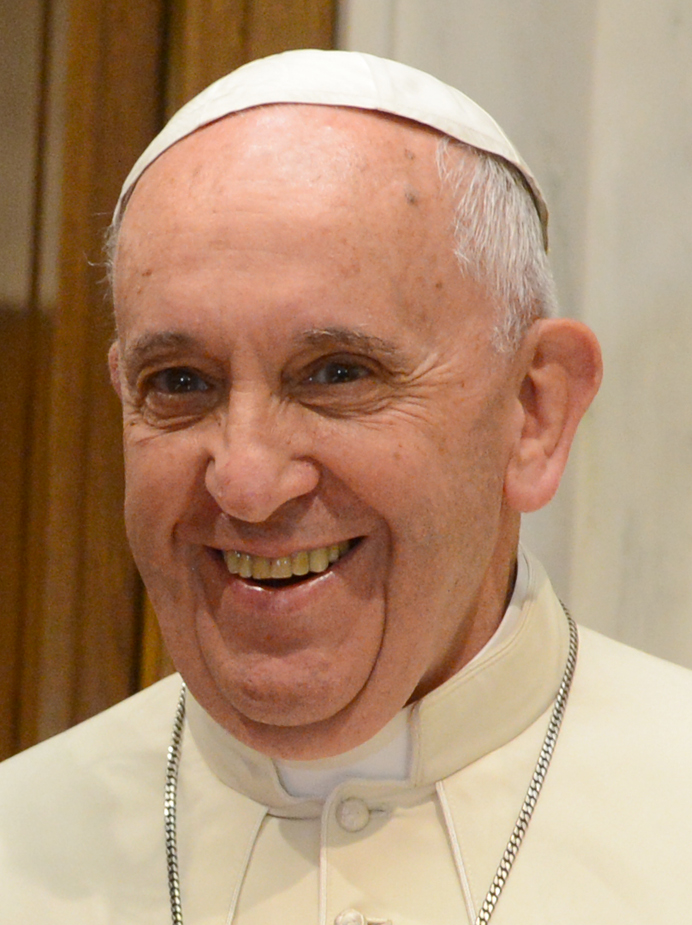
Papa Francisco en 2015

En 2023, en su viaje a Canadá, el Papa Francisco, durante su estadía en Quebec, sostuvo encuentros entre la Iglesia Católica y los pueblos indígenas del país.Al comenzar su actividad en la provincia, el Papa fue recibido en la Ciudadela de Quebec por la gobernadora general, Mary Simon. Una figura de particular significado, Simon, de ascendencia Inuit, hizo historia en 2021 al convertirse en la primera líder indígena en ser juramentada como gobernadora general.
Tras un diálogo de quince minutos con Simon, el Papa Francisco mantuvo una reunión de aproximadamente 25 minutos con el primer ministro canadiense, Justin Trudeau. Durante su comunicación posterior, Trudeau enfatizó que el Papa «reconoció los abusos experimentados en las escuelas residenciales que resultaron en la destrucción cultural, la pérdida de vidas y el trauma continuo vivido por los pueblos indígenas en todas las regiones de este país». Al concluir estas reuniones, el Papa ofreció un discurso dirigido a las autoridades políticas, sociales e indígenas de la provincia.
La visita de Francisco a Quebec estuvo marcada por el deseo de la Iglesia de pedir disculpas a los pueblos indígenas por los abusos cometidos en instituciones católicas. En un mensaje, el Papa afirmó: «Pido perdón por la forma en la que muchos miembros de la Iglesia y de las comunidades religiosas cooperaron, también por medio de la indiferencia, en esos proyectos de destrucción cultural y asimilación forzada». Este mensaje resonó con fuerza en Quebec, donde la historia de las escuelas residenciales y la relación con los pueblos indígenas ha dejado cicatrices profundas. Las palabras del Papa, esperadas por muchos, marcaron un momento de reflexión y esperanza en el proceso de reconciliación y sanación entre la Iglesia y las comunidades indígenas de Quebec.

#### Reacciones
Durante su visita, sobrevivientes y descendientes de las víctimas expresaron su esperanza de un gesto de condena más fuerte por parte del líder de la Iglesia Católica. Hubo demandas de devolución de objetos de arte indígena que están en el Vaticano y de apertura de los archivos de los internados.En una ceremonia en el santuario nacional de Sainte-Anne-de-Beaupré, se exhibió una pancarta pidiendo la cancelación de la «doctrina del descubrimiento». Al día siguiente, en su homilía en la catedral de Notre-Dame, en Quebec, Francisco denunció la idea de la superioridad cultural y el colonialismo.
Pese a de los esfuerzos de reconciliación, algunas figuras, como Kilikvak Kabloona, presidente de una organización indígena, señalaron que la disculpa del Papa no fue suficiente al no abordar directamente los «abusos sexuales» sufridos por los indígenas en Quebec.

## Doble condición de minoría y mayoría entre francófonos
El racismo ha sido también producto de las históricas relaciones entre Quebec y Canadá, especialmente en torno a la reciente transición de los francófonos en Quebec de una condición de minoría (Canadienses Franceses) a una de mayoría (Quebequenses o Québécois). La añeja rivalidad entre francófonos y angloparlantes en Canadá ha regulado las relaciones entre grupos étnicos, aún definidos y estratificados dentro de un «mosaico vertical». Las relaciones de poder y la competencia entre los dos «pueblos fundadores», teñidos de neo-racismo, han tenido repercusiones notables en la forma en que ambas mayorías han abordado la inmigración y los asuntos aborígenes.
Cabe recordar que en la década de 1960 en Quebec, cuando las fronteras étnicas y de clase separaban a francófonos y angloparlantes, algunos Canadienses Franceses tenían una opinión desfavorable sobre los inmigrantes, quienes tendían a integrarse en la comunidad angloparlante con la esperanza de mejorar su movilidad social. Por entonces, los angloparlantes controlaban la economía y el mercado laboral en Montreal, vivían en los mejores barrios y gozaban de un prestigio sin igual en el resto de Canadá. También tenían instituciones bien desarrolladas para integrar a los inmigrantes en su comunidad. Los Canadienses Franceses, que se definían como una «minoría» dominada y explotada, percibían la inmigración como una amenaza que el gobierno de Quebec no estaba controlando. Por estas razones, se decidió involucrarse en el proceso de selección e integración de inmigrantes en la mayoría francófona. La inmigración se convirtió en un asunto político necesario y fue percibida como un medio para contrarrestar el declive demográfico y lingüístico de los francófonos en Norteamérica.
A partir de ese momento, la transición sociológica de los francófonos al estatus de «pueblo mayoritario» orientó un discurso normativo dominante cívico, intercultural e inclusivo respecto a la integración de inmigrantes en la población mayoritaria. Con este cambio de estatus y con la llegada al poder del Partido Quebequés en 1976, el discurso normativo se distanció progresivamente de su anterior retórica militante y anticolonial. Las perspectivas críticas sobre las relaciones de opresión y poder desaparecieron esencialmente del discurso social a finales de la década de 1980, con el auge del neoliberalismo. El enfoque pasó de denunciar las «relaciones opresivas» sufridas por grupos minoritarios (incluidos los francófonos de origen francocanadiense, que históricamente se sentían víctimas) a integrar a las minorías en la nueva sociedad mayoritaria francófona. El discurso de liberación nacional como pueblo minoritario dio paso a un discurso de afirmación nacional como mayoría. Desde la década de 1980 hasta 2006, el tema del racismo en Quebec desaparecería del discurso normativo, apareciendo como un tema marginal en las políticas gubernamentales oficiales. Durante mucho tiempo, reconocer la existencia de racismo a través de políticas públicas parecía equivalente a admitir que el modelo de integración de Quebec había fracasado. Sin embargo, el debate sobre el «acomodamiento razonable» (2006-8) ilustraría cómo las relaciones de poder Quebec-Canadá influían negativamente en el trato a las minorías étnicas.
El debate sobre el «acomodamiento razonable», que duró más de dos años en los medios de Quebec, ilustró cómo las relaciones de poder entre Quebec y Canadá influenciaron negativamente el trato de las minorías étnicas. Este debate reveló la percepción entre los habitantes de Montreal y los de otras regiones de Quebec, así como la falta de conocimiento de algunos sobre las realidades de la inmigración y las medidas dedicadas a la integración y los derechos humanos.

## Nacionalismo

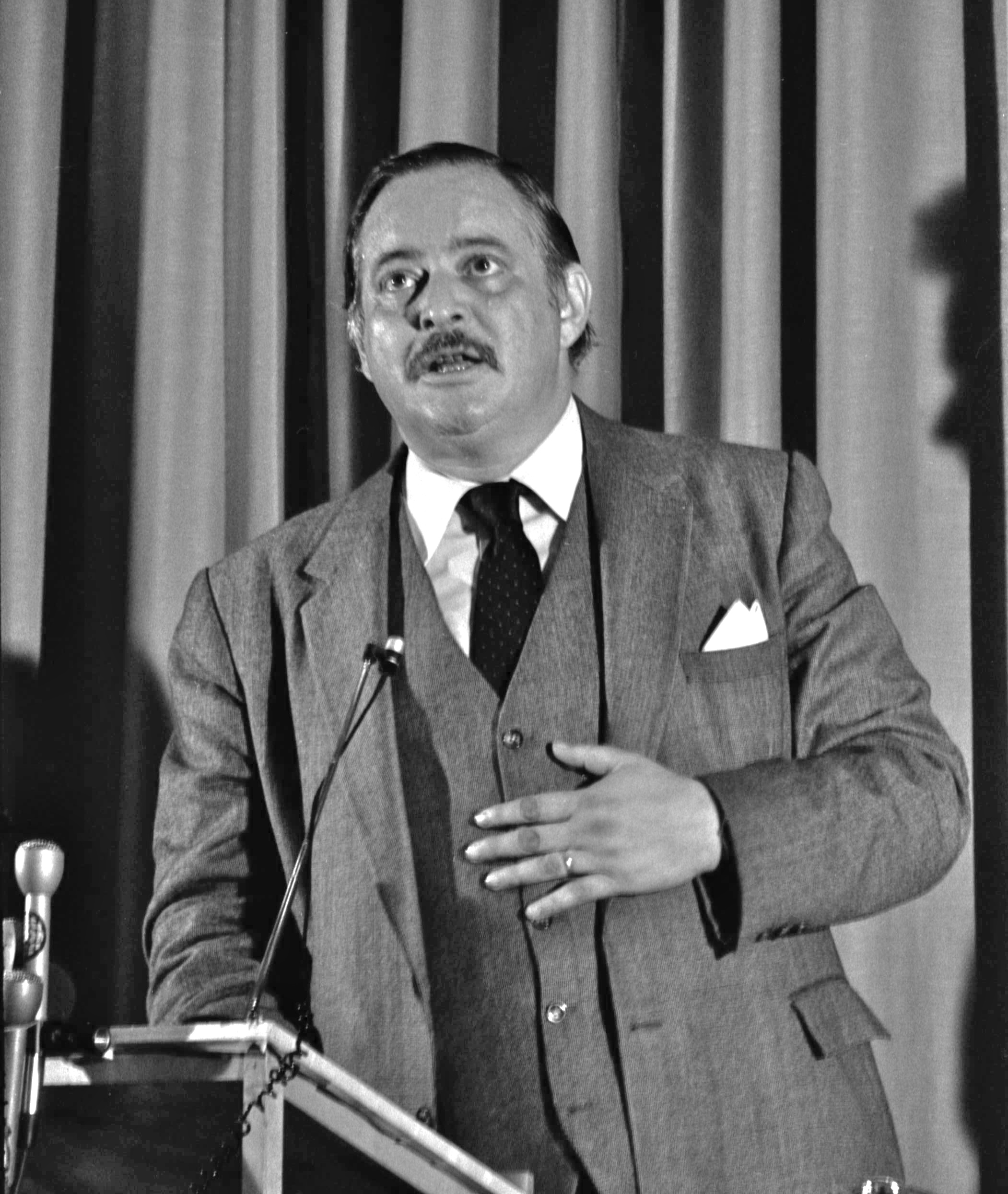
Jacques Parizeau, líder del nacionalista Partido Quebequés y primer ministro de Quebec

El historiador Jean Baubérot ha descrito un cambio en la percepción de la laicidad, pasando de ser una idea progresista a una política de extrema derecha. El nacionalismo en Quebec, que antes tenía raíces de izquierda, ahora se percibe más a la derecha y asociado al racismo. Este giro se ha notado particularmente desde el proyecto de la Charte des valeurs québécoises, orientándose hacia una visión más identitaria y chovinista.
Gran parte de la población piensa que el nacionalismo y el separatismo de Quebec es étnico y a menudo es percibido que los sentimientos de los nacionalistas de Quebec son insulares y parroquiales y se preocupan por preservar una población «pura lana» de francófonos blancos dentro de la provincia. Aun cuando estas acusaciones han sido denunciadas por ciertos nacionalistas quebequenses que ven tanto al movimiento separatista como al nacionalista como multiétnico, existe evidencia sustentada sobre que ambos movimientos se basan en la etnia, más que en el territorio. Un ejemplo de esto es cuando el primer ministro de Quebec, Jacques Parizeau, hablando sobre el fracaso del referéndum de Quebec de 1995, dijo: «Es cierto, es cierto que fuimos derrotados, pero al final, ¿por qué? Por dinero y votos étnicos, esencialmente». («C'est vrai, c'est vrai qu'on a été battus, au fond, par quoi? Par l'argent puis des votes ethniques, essentiellement. C'est vrai, c'est vrai qu'on a été battus, au fond, par quoi? Par l'argent puis des votes ethniques, essentiellement.»).
Otro ejemplo de este problema fue la implementación de la Ley 21 de Quebec, que generó controversia después de que prohibiera a las personas usar ropa religiosa en ciertas profesiones. Esta ley impactó enormemente a la comunidad musulmana en la provincia, y muchos la citaron como prueba de los orígenes étnicos del movimiento y la calificaron de islamófoba y discriminatoria. Se desató más controversia cuando la mayoría de los partidos nacionalistas afirmaron que la ley no era islamófoba y, en cambio, afirmaron que era laica. Paul Plamondon, líder del Partido Quebequés calificó a la ley «supremacista» mientras hablaba sobre el racismo sistémico, lo que causó aún más controversia y una gran reacción al PQ por parte de la comunidad musulmana y federalistas. El nacionalismo y el separatismo de Quebec se basan en la ética y esta situación se evidencia aún más cuando el PQ celebró una protesta en Montreal el 23 de noviembre de 2020, pidiendo por la asimilación de los inmigrantes y el fortalecimiento de la lengua francesa en la ciudad. En esta ocasión acudieron menos de 150 personas, y por el Partido Quebequés, así como por otros partidos nacionalistas y separatistas que se niegan a reconocer la existencia de racismo sistémico en la provincia de Quebec. El presidente de la comisión de derechos humanos de Quebec, Philippe-André Tessier, un separatista, llamó al término «racismo sistémico» un «ataque contra el pueblo de Quebec».

### La xenofobia como estrategia política

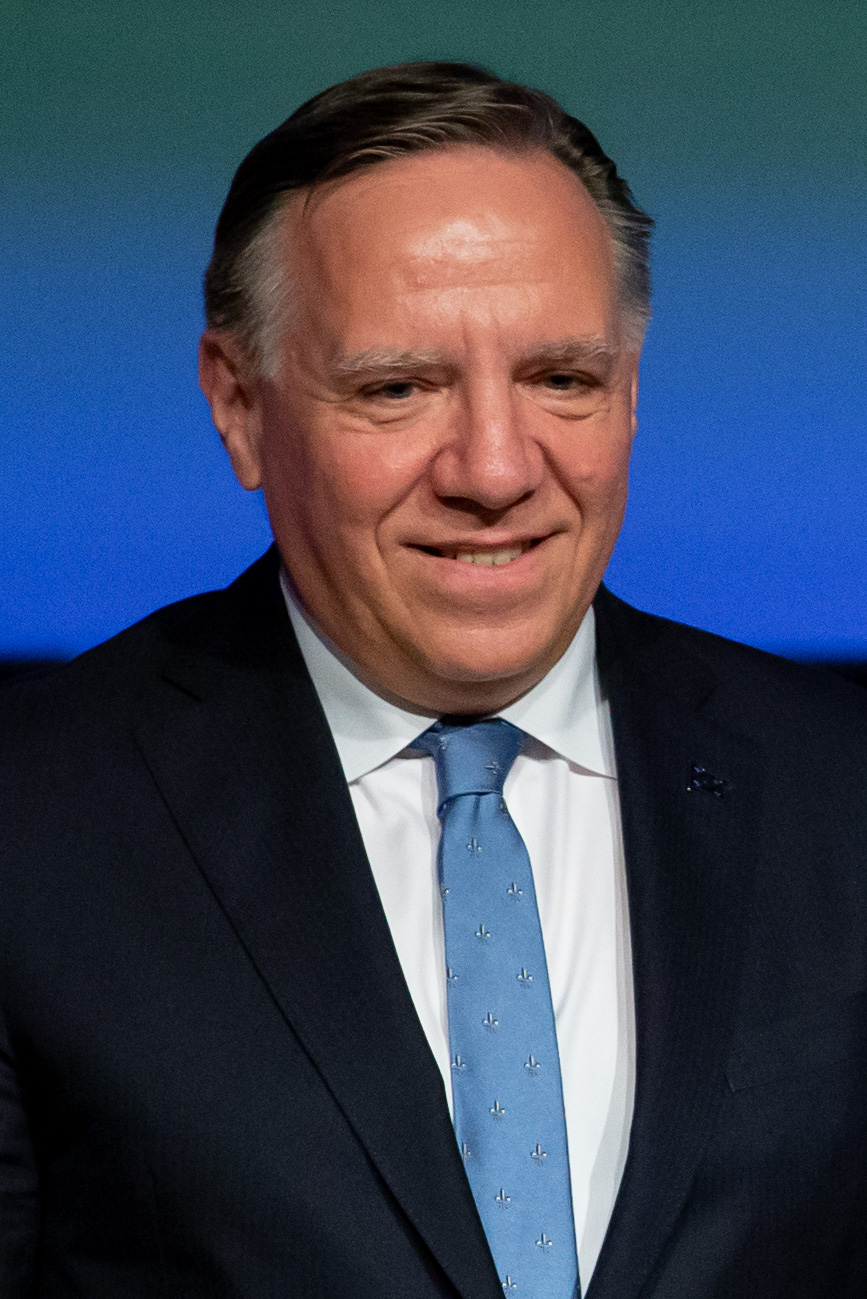
François Legault, líder de la CAQ

El lema de la provincia de Quebec, «Me acuerdo» (Je me souviens en francés), se encuentra inscrito en todas las matrículas de los vehículos que circulan por dicha región de Canadá. A pesar de su omnipresencia, el significado exacto del lema es objeto de debate. Sin embargo, los expertos coinciden en que representa la relevancia que la sociedad quebequesa otorga a la memoria colectiva, su historia y sus tradiciones.
Una de las tradiciones más arraigadas de Quebec, especialmente en su metrópoli, Montreal, es la acogida de inmigrantes, quienes han desempeñado un papel en la conformación de su identidad. Por ello, resultó la victoria electoral en 20XX de la Coalition avenir Québec (CAQ, traducido como «Coalición Futuro de Quebec»), que basó parte de su campaña en el tema de la inmigración. Esta formación política incrementó significativamente su representación parlamentaria, pasando de 21 escaños a 74, asegurándose una mayoría absoluta. Es la primera ocasión desde 1970 en la que ni los liberales ni los separatistas asumen el control del gobierno provincial.
La preocupación radica no tanto en las propuestas concretas de la CAQ, que algunos partidos europeos podrían considerar moderadas, sino en la introducción de un debate que anteriormente era marginal. François Legault, líder de la CAQ, sostuvo que «Quebec ha superado su capacidad de integración», proponiendo la reducción del número de inmigrantes admitidos y mayores controles en diversas categorías migratorias. La propuesta más controvertida es la implementación de un examen de francés y cultura tras tres años de estancia en la provincia, con el riesgo de expulsión en caso de no aprobar.
Esta postura ha sido criticada por el sector empresarial de Quebec, el cual argumenta la necesidad de trabajadores extranjeros para sostener la economía de la provincia. Con una tasa de desempleo de 5,3 %, cercana al pleno empleo, y un crecimiento económico del 3 %, la Cámara de Comercio de Montreal ha señalado la existencia de 100 000 puestos de trabajo vacantes debido a la falta de candidatos cualificados. Las propuestas de Legault podrían, en consecuencia, tener un impacto negativo en la economía quebequesa.
La situación política en Quebec parece mostrar una tendencia global donde líderes como Matteo Salvini, Viktor Orbán o Donald Trump han popularizado discursos xenófobos en regiones donde anteriormente carecían de influencia.
Mientras Canadá busca reforzar su compromiso con la inmigración, el gobierno federal planea recibir un récord de nuevos inmigrantes, sumando 1,45 millones a su población de 39 millones para 2023. A pesar de que en otros países occidentales la inmigración ha generado divisiones y el surgimiento de extremismos políticos, en Canadá existe un consenso generalizado sobre su valor. Sin embargo, Quebec ha sido una excepción, con políticos que han exacerbado sentimientos antiinmigrantes, aprovechando los temores de los votantes franco-quebequenses sobre la pérdida de su identidad cultural.

### Sentimiento antiinmigrante
En Quebec, el sentimiento antiinmigrante se ha incrementado en los últimos cinco años, situación exacerbada por un gobierno de la CAQ que ha tratado la inmigración como una amenaza  para la identidad y lengua de Quebec. Esta demonización se mantiene, a pesar de que, excluyendo Montreal, Quebec es la provincia menos diversa racialmente de Canadá y el francés sigue siendo el primer idioma oficial hablado por más del 90 % de la población en la mayoría de las regiones de Quebec. A diferencia de los Estados Unidos, donde la inmigración es citada como la principal razón del fuerte repunte económico, especialmente en la recuperación del impacto económico de la pandemia, el gobierno provincial de Quebec insiste en tratar la inmigración únicamente como un problema, y no como parte de la solución.
Algunos han considerado que Quebec necesita su propio momento de Lisístrata —una huelga o boicot para recordarle al gobierno y a los ciudadanos de Quebec cuánto depende la sociedad y la economía, tanto de inmigrantes, como de trabajadores extranjeros temporales y solicitantes de asilo, en sectores como la salud, la agricultura, la producción de alimentos, las fábricas, los almacenes y en muchos servicios de primera línea.El CAQ ha mostrado una falta de empatía y reconocimiento básico de la dependencia de la migración temporal y permanente. El primer ministro François Legault continúa politizando sobre las espaldas de personas a menudo vulnerables y menos vocales, ya que están ocupadas sobreviviendo o temen que la crítica pueda comprometer sus solicitudes de asilo o aplicaciones para la residencia permanente o incluso sus empleos, a menudo vinculados directamente a su estatus de trabajador temporal.
Bajo el pretexto de la protección del idioma, políticos y comentaristas tratan a los trabajadores inmigrantes esenciales como seres desechables, a menudo atribuyéndoles los peores motivos. Recientemente, el gobierno decidió gastar dinero público para impugnar el derecho de solicitantes de asilo, que trabajan en empleos esenciales, a tener acceso a guarderías subsidiadas. El gobierno de la CAQ ha mostrado una larga trayectoria de trato deficiente hacia los inmigrantes. Intentó desechar 18 000 aplicaciones de trabajadores calificados sin considerar su impacto. Se negó a expandir un programa federal especial para regularizar a más «ángeles guardianes» y a los muchos solicitantes de asilo que trabajaron durante la pandemia para asegurar el funcionamiento de hospitales, restaurantes, almacenes y los centros de atención a largo plazo (CHSLD) en Quebec.
El exministro de Inmigración de Quebec, Jean Boulet, también habló de los inmigrantes como personas que «no se integran, no trabajan, no hablan francés», sin estadísticas que respalden dichas afirmaciones. En marzo de 2024, el CAQ se niega tercamente a aumentar sus cuotas anuales de inmigración por razones políticas, mientras que de manera hipócrita incrementa los trabajadores temporales, comprometiendo severamente las aplicaciones de reunificación familiar para muchos quebequenses y sus parejas extranjeras, y creando retrasos en el procesamiento tres veces mayores que en el resto del país.
En octubre de 2023, cuando el gobierno de Canadá anunció que abriría la puerta a 11 000 personas de Colombia, Haití y Venezuela con familiares inmediatos viviendo aquí, el gobierno de la CAQ dejó claro que optaba por excluirse del programa, impidiendo a muchos quebequenses haitianos traer a sus familiares. La presencia de inmigrantes y solicitantes de asilo ha sido vinculada irresponsablemente por este gobierno a la crisis de vivienda, educación, salud y la falta de espacios en guarderías. A pesar de las carencias, en lugar de asumir responsabilidad por no asignar adecuadamente los fondos y espacios prometidos, el gobierno ha optado por desviar la atención, estigmatizando a inmigrantes y solicitantes de asilo, lo que conduce a una mayor marginación y resentimiento hacia personas de las cuales esta provincia se beneficia diariamente.
Los inmigrantes en Quebec son maestros, médicos, propietarios de tiendas, trabajadores de guarderías, conductores de autobús, enfermeros, ingenieros de Hydro-Québec, entre otros. Los trabajadores extranjeros temporales sustentan el sector agrícola. Los estudiantes internacionales ocupan empleos de servicio en hoteles del centro, cocinas de restaurantes, tiendas minoristas y cadenas de comida rápida, los mismos lugares que publican carteles buscando empleados. Los solicitantes de asilo trabajan como empleados de saneamiento y asistentes personales en CHSLD y hospitales. Si estas personas se detuvieran, se detendría la economía abruptamente. Es posible que aquellos que claman por la deportación o el traslado a otra provincia o la prevención de solicitudes de asilo finalmente dejen de vilipendiar a personas que también  ofrecen mucho a cambio.

## Discriminación sistémica contra los aborígenes en Quebec

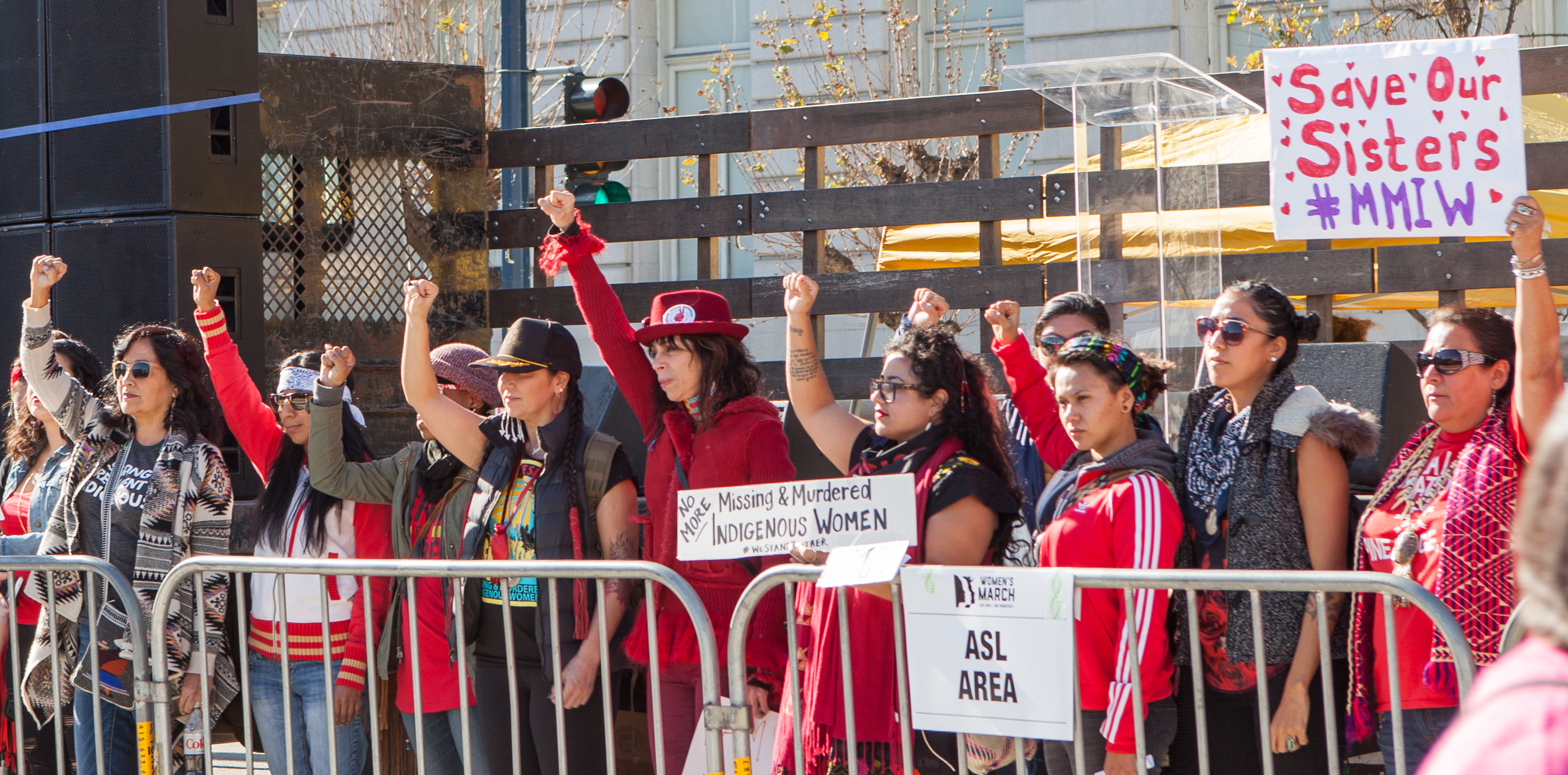
Activistas por las mujeres indígenas desaparecidas y asesinadas (MMIW), en la Marcha de mujeres de 2018

En Quebec, el problema de la discriminación contra las comunidades indígenas ha sido objeto de un intenso análisis. Datos del Centro Canadiense de Estadísticas de la Justicia revelan que, aunque los aborígenes representan aproximadamente el 3 % de la población general, constituyen el 19 % de los reclusos federales. Además, entre 1997 y 2000, la probabilidad de que un aborigen fuera acusado de homicidio era diez veces mayor en comparación con los no aborígenes. Con todo y estas alarmantes cifras, representan solo una fracción del problema más amplio.
Beverly Jacobs, presidenta de la Asociación de Mujeres Nativas del Canadá, sugiere que los efectos secundarios de la colonización y generaciones de discriminación, pobreza y abusos han llevado a muchos en la comunidad nativa a conflictos con el sistema de justicia. Ed McIsaac, de la Oficina del Investigador de Instituciones Penitenciarias de Canadá, coincide con esta perspectiva, señalando cómo las condiciones socioeconómicas impactan la educación, la salud y el empleo, empujando a más personas hacia el sistema de justicia penal.
Más allá de los problemas sociales y económicos, existe una discriminación patente dentro del sistema judicial hacia los aborígenes. El Sr. McIsaac afirma que hay evidencia de discriminación sistémica en la administración de justicia. Según el Consejo de Derechos Humanos de las Naciones Unidas, la discriminación no tiene que ser intencional para ser considerada como tal. Los prejuicios arraigados contra los nativos, ya sea por parte de la policía o los jueces, pueden resultar en discriminación, incluso si no es deliberada. En 2005, el Comité de Derechos Humanos de las Naciones Unidas instó a Canadá a abordar las violaciones de derechos humanos, especialmente contra los aborígenes. Además, el Comité para la Eliminación de la Discriminación Racial de las Naciones Unidas ha expresado preocupaciones similares, enfocando en las desigualdades en el sistema de justicia. A nivel nacional, Canadá ha comenzado a implementar soluciones. La Política de Policía para las Primeras Naciones, iniciada en 1992, es un esfuerzo para que las comunidades indígenas tengan más control sobre la policía en sus tierras. Además, el gobierno ha creado comités y comisiones para abordar los problemas que enfrentan los aborígenes y ha comenzado a adaptar sus políticas para ser más inclusivas.
En Quebec, un estudio etnográfico realizado en Sept-Îles entre 2005 y 2009 destaca prácticas y discursos racistas contra los innu que no corresponden a un sistema coherente y unificado, sino a lógicas diversas y contradictorias. De tal manera que, leyes y políticas públicas tratan a los aborígenes con posiciones racializadas y, por lo tanto, son similares «más para declarar a un tipo de racismo estatal». Según el estudio, el deseo de exterminar a los pueblos indígenas continúa, pero se manifiesta tanto por un deseo explícito de asimilación, basado en una ideología universalista — en el que encontramos un cierto evolucionismo -, como a través de un relativismo absoluto, que confina a los pueblos indígenas a una cultura inmutable, que los excluye del mundo contemporáneo.  De esta forma, «se mantienen a los innu en trabajos precarios y mal pagados por la supuesta culpa de su cultura ajena al trabajo asalariado».

### Joyce Echaquan

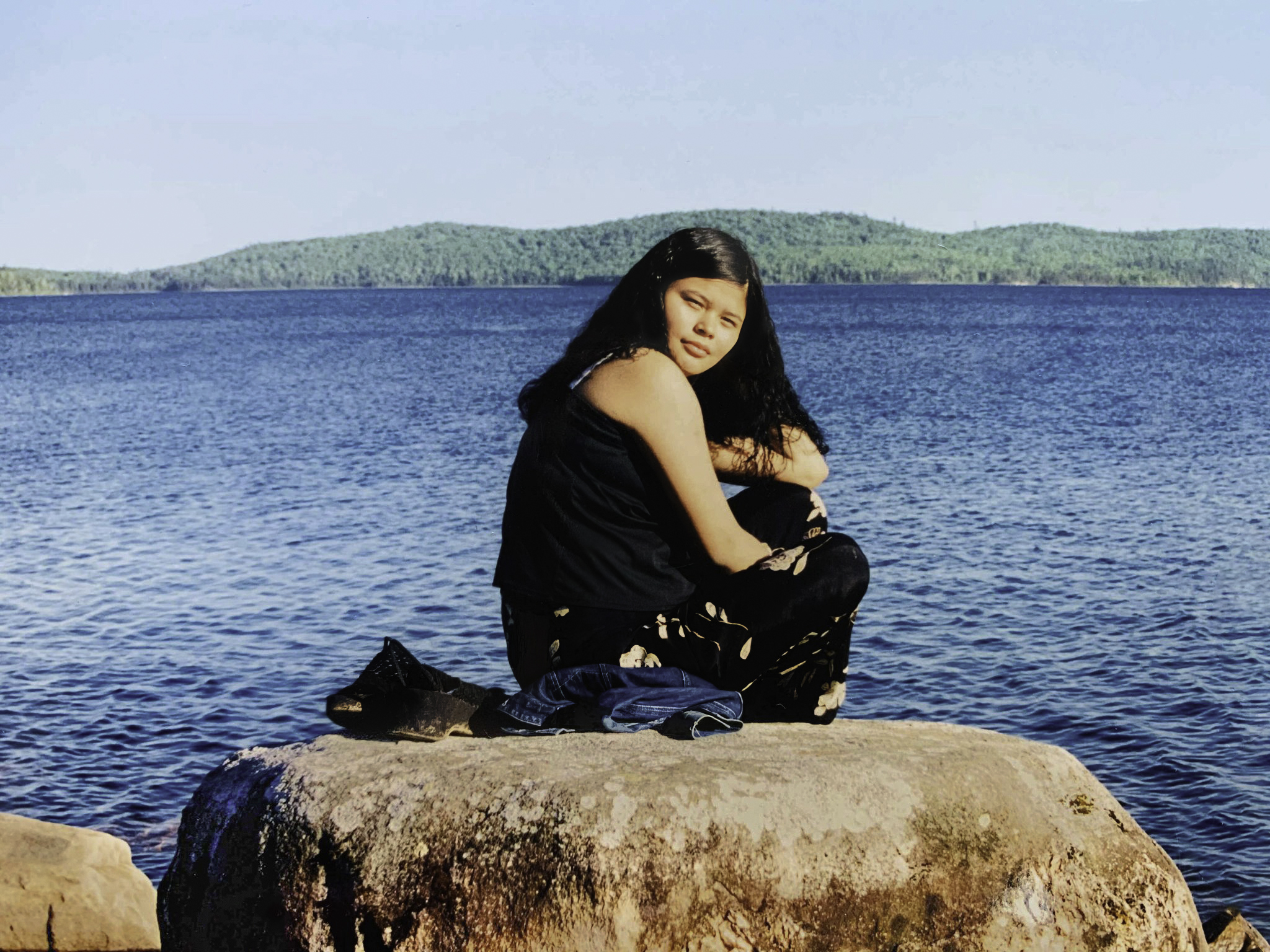
Joyce Echaquan, en la orilla del lago, en 1999

En 2020, en un video grabado por la propia víctima, se mostró al personal de un hospital en la ciudad de Joliette en Quebec burlándose y haciendo comentarios sexistas a Joyce Echaquan, una mujer indígena Atikamekw que finalmente murió. Líderes indígenas consideran que el video expone las sombrías realidades del racismo sistémico que durante mucho tiempo han sido ignorado o reprimido en todo Canadá.
Joyce Echaquan ingresó al hospital La Joliette el 27 de septiembre de 2020, quejándose de fuertes dolores abdominales. Tres días más tarde, en su lecho de hospital, grabó un video donde se la escucha pedir ayuda entre gritos de dolor. En la grabación, se oyen las voces de dos empleadas del hospital insultando a Echaquan, llamándola «estúpida» y sugiriendo que «sería mejor si ya estuviera muerta». Echaquan murió poco tiempo después de terminar la grabación.
El video se volvió viral y desencadenó una manifestación que reunió a miles de personas en la capital de la provincia de Quebec. Los manifestantes exigieron «Justicia para Joyce» y denunciaron el racismo existente en el sistema de salud. François Legault, primer ministro de Quebec, reconoció que aunque no considera que haya un racismo sistémico en Canadá como en Estados Unidos, el caso representa un problema de racismo que debe abordarse.

### Reconocimiento del racismo sistémico
El 16 de marzo, una petición dirigida al gobierno de Quebec fue presentada en el Salón Azul de la legislatura provincial por la presidenta de las Mujeres Indígenas de Quebec, Marjolaine Étienne. Junto a ella, se encontraban el líder de la Asamblea de las Primeras Naciones de Quebec y Labrador, Ghislain Picard, y el jefe de comunidad atikamekw de Manawan, Sipi Flamand. La coportavoz del partido Quebec Solidario, Manon Massé, llevó a cabo la presentación oficial del documento para reconocer el racismo y la discriminación sistémicos hacia los indígenas, especialmente las mujeres y niñas.
Este principio, inspirado en el trágico fallecimiento de Joyce Echaquan en el Hospital de Joliette en 2020 a causa del trato racista que recibió, aboga por garantizar el acceso equitativo de los indígenas a los servicios de salud y sociales, reconociendo simultáneamente los saberes tradicionales y actuales de la comunidad indígena. Con más de cuatro mil firmantes, la petición ha recibido un respaldo significativo. Sipi Flamand ha subrayado la importancia de reconocer y abordar estos problemas para mejorar las condiciones de la sociedad. A pesar de la creciente presión, especialmente tras el informe sobre la muerte de Echaquan, el primer ministro Legault ha negado la existencia del racismo sistémico en Quebec.

#### Respuesta
Con más de cuatro mil firmantes y un respaldo significativamente mayor al esperado, según Marjolaine Étienne, la petición representa un llamado a la acción. En palabras de Sipi Flamand, reconocer estos problemas es esencial para mejorar las condiciones sociales. Pese a los esfuerzos anteriores por lograr el reconocimiento gubernamental del racismo sistémico, el primer ministro Legault ha negado su existencia en Quebec. Sin embargo, tras el informe de la jueza Gehane Kamel sobre la muerte de Echaquan, las organizaciones indígenas han incrementado la presión sobre el gobierno. El primer ministro Legault y algunos miembros de su gabinete han expresado escepticismo sobre la prevalencia del racismo sistémico en Quebec. Han argumentado que la terminología puede ser divisiva y que reconocer el racismo sistémico podría ser visto como un ataque a la identidad quebequense.

### Misioneros Oblatos de María Inmaculada en Quebec
En noviembre de 2023, la Corte superior de Quebec, a cargo del juez Thomas M. Davis, avaló una demanda colectiva contra los Misioneros Oblatos de María Inmaculada. Esta acción legal, iniciada en marzo de 2018, exige que la congregación católica reconozca y repare las agresiones sexuales cometidas por varios de sus miembros a niños indígenas entre 1940 y 2018.
La congregación religiosa, fundada en Francia en 1816, tiene presencia en Canadá desde 1841. La demanda colectiva incluye a 203 personas de los pueblos innu, atikamekw y anishinaabe, víctimas de abusos en la región de la Costa Norte de Quebec. Treinta y nueve miembros de los Oblatos han sido señalados como agresores.
Noëlla Mark, residente de la comunidad Unamen Shipu, lideró esta demanda colectiva. Según documentos judiciales, Mark afirmó haber sido víctima de abusos sexuales repetidos por Alexis Joveneau, prominente autoridad de los Oblatos en la región durante años. En total, otras 68 personas han identificado a Joveneau como su agresor. Joveneau, originario de Bélgica, vivió en Canadá desde 1953 hasta su muerte en 1992. Magalie Lapointe y David Prince publicaron en 2019 un libro titulado «El diablo de la Costa Norte», donde se documentan testimonios de las víctimas de Joveneau y se revelan otros abusos perpetrados por el sacerdote, incluyendo desplazamientos forzados y explotación laboral.

### Esterilizaciones Forzadas
En el siglo XX, el movimiento eugenésico creció en Canadá, utilizando la esterilización forzada como método para controlar a las poblaciones indígenas, junto con la Ley de Indios de 1876. Médicos no indígenas trabajaron en el sistema de salud creado para la población nativa y fueron alentados a llevar a cabo esterilizaciones como una forma de planificación familiar. Desde la década de 1960 hasta la de 1980, la tasa de natalidad aborigen cayó del 47 % al 28 %, y las leyes de esterilización comenzaron a ser derogadas a finales de la década de 1970. Sin embargo, mujeres indígenas han denunciado casos de esterilización coaccionada hasta 2018. La abogada Alisa Lombard ha liderado varias demandas en nombre de estas mujeres indígenas con el apoyo del Centro Internacional de Recursos de Justicia (IJRC, por sus siglas en inglés). El IJRC ha señalado que el alcance de la esterilización en la época moderna es desconocido debido a la falta de una investigación extensa. Tras ser cuestionado públicamente por la ONU sobre su implicación, el gobierno canadiense se comprometió a compartir cualquier documentación de estos eventos que estuviera en su posesión.
En Quebec, un juez ha autorizado una demanda colectiva por parte de mujeres de la Primera Nación Atikamekw contra tres médicos acusados de realizar esterilizaciones sin su consentimiento. Esta demanda resalta una preocupación mayor sobre el trato y la discriminación sistemática hacia las mujeres indígenas en Canadá. Esta demanda colectiva fue presentada por dos mujeres atikamekw que representan a todas las mujeres de su comunidad que alegan haber sido esterilizadas sin su conocimiento o consentimiento. Las declaraciones indican que al menos una de las mujeres fue sometida al procedimiento sin previo aviso, mientras que otra sucumbió a la presión de un médico. Con toda la gravedad de las acusaciones, los nombres de las mujeres y los médicos no fueron revelados en la sentencia.
Las mujeres involucradas en la demanda sostienen que estas esterilizaciones forzadas no solo violaron sus derechos, sino que también se llevaron a cabo dentro de un marco de discriminación racial sistemática. Las afectadas ven estos actos como una forma de racismo que tuvo un profundo impacto en sus vidas y las de sus seres queridos. Buscan compensación por el sufrimiento causado, aunque la cantidad exacta aún no se ha especificado. Aunque la demanda originalmente se dirigió también al consejo de salud que supervisa el hospital donde ocurrieron las esterilizaciones, el juez Lukasz Granosik sólo ha autorizado acciones legales contra los tres médicos directamente implicados, uno de los cuales ya falleció en 2019.
Un estudio académico llevado a cabo en el último año reveló que, desde 1980, al menos veintidós mujeres indígenas e inuit fueron esterilizadas sin su consentimiento. Es importante resaltar que las alegaciones presentadas en esta demanda colectiva aún no han sido comprobadas en un tribunal.

## Intolerancia religiosa

### Islamofobia y ataque a la mezquita de Quebec

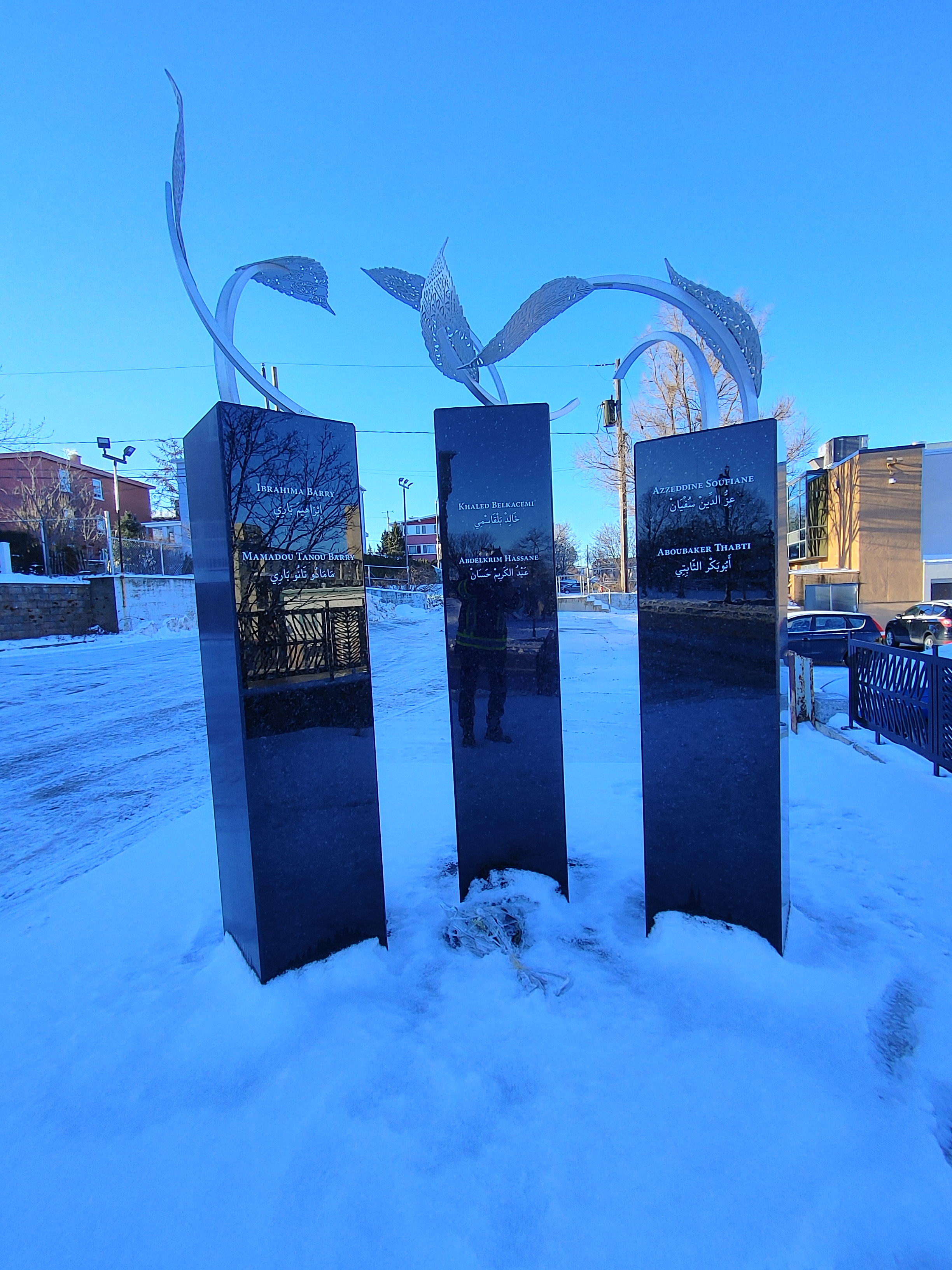
Homenaje a las víctimas del tiroteo de la ciudad de Quebec en 2017

El número de delitos de odio denunciados por la policía contra musulmanes en Quebec se triplicó con creces entre 2012 y 2015, a pesar de que contradictoriamente el número total de delitos de este tipo disminuyó durante el mismo período, según datos de la agencia del Gobierno federal, Statistics Canada. Esta agencia se ha excusado diciendo que «un aumento en las cifras puede estar relacionado con otros informes».
En 2015, la policía de todo el país registró 159 delitos de odio contra musulmanes, frente a los 45 de 2012, lo que representa un aumento del 253 %.
La islamofobia se ha manifestado como vandalismo de mezquitas, asesinatos y agresiones físicas contra musulmanes, incluida la violencia contra las mujeres musulmanas que llevan el hiyab o el nicab. En enero de 2017, seis musulmanes murieron en tiroteo en una mezquita de la ciudad de Quebec. El número de incidentes islamófobos ha aumentado significativamente en los últimos dos años. Los medios canadienses han desempeñado un papel mixto en su cobertura de la islamofobia y se ha descrito que han atenuado los crímenes en su papel de informar a la audiencia canadiense. El sistema de educación pública de Canadá también ha sido examinado por su papel como escenario de múltiples incidentes islamófobos contra niños, así como y la difusión positiva de actitudes islamófobas en la juventud.

#### Alexandre Bissonnette y el tiroteo en la mezquita de Quebec
Alexandre Bissonnette fue un ciudadano francocanadiense acusado de perpetrar un tiroteo en una mezquita en Quebec, Canadá, el cual resultó en la muerte de seis personas. El incidente, que tuvo lugar el 29 de un mes no especificado, provocó una amplia conmoción y debate sobre la radicalización y el extremismo en Canadá. Bissonnette, de 27 años, fue descrito por conocidos como un «nerd solitario» y era conocido en internet por su apoyo a la política francesa de extrema derecha, Marine Le Pen. Según reportes, el atacante no estaba siendo monitoreado por las autoridades, pero era conocido entre ciertos grupos de activistas en Quebec por sus posturas antiinmigrantes y antifeministas.
El tiroteo ocurrió durante la noche del domingo 29. Bissonnette fue el único sospechoso y, según la policía, actuó solo. Fue acusado de seis homicidios dolosos cualificados y cinco intentos de homicidio con arma restringida. En las redes sociales, Bissonnette mostró afinidad por diversas personalidades y entidades, entre ellas Marine Le Pen, el expresidente de los Estados Unidos, Donald Trump, y el Partido Quebequés. También se identificó con el Novo Partido Democrático de Canadá, las Fuerzas de Defensa de Israel y varios artistas y bandas, incluyendo a Katy Perry y Megadeth.
Vincent Boissoneault, compañero de Bissonnette en la Universidad Laval, recordó haber tenido discusiones con él debido a sus opiniones sobre los refugiados y su apoyo a Le Pen y Trump. Según Boissoneault, aunque Bissonnette tenía inclinaciones xenófobas, nunca lo consideró completamente racista. El ataque generó una profunda conmoción en la comunidad y llevó a un debate sobre el extremismo y la radicalización en Canadá. Bissonnette fue representado por el abogado Jean Petit, quien no ofreció comentarios durante la primera comparecencia en la corte. La Universidad Laval confirmó que era estudiante de Ciencias Sociales en la institución.

### Proyecto de ley 62: Prohibición delnicaben los servicios públicos
A raíz de la Carta de Valores de Quebec en 2013, varias mujeres musulmanas fueron atacadas. El 17 de septiembre, una joven musulmana de 17 años fue agredida en St. Catharines, recibiendo golpes en el rostro hasta dejarla ensangrentada. En noviembre, una mujer que llevaba el hiyab en Montreal fue atacada por dos hombres; uno de ellos le escupió, mientras que el otro le quitó el velo. En diciembre, una mujer que vestía hiyab fue atacada cuando otra mujer trató de quitarle el pañuelo de la cabeza por la fuerza.
En septiembre de 2015, una mujer embarazada que vestía el hiyab fue atacada por adolescentes en Toronto, cuando intentaron quitarle el velo de la cabeza, lo que la hizo caer ocasionando un aborto posterior. La Asamblea Nacional de Quebec respondió aprobando una resolución unánime contra la islamofobia.
En enero de 2017, un hombre armado abrió fuego contra los fieles en el Centro Cultural Islámico de Quebec, matando a seis personas e hiriendo a otras diecinueve. Los medios informaron que el atacante era un estudiante blanco universitario que tenía tendencias políticas nacionalistas y antimusulmanas. Muchos musulmanes y no musulmanes atribuyeron el ataque al aumento de la retórica islamófoba en Canadá.
Las estadísticas sugieren que la islamofobia y ataques raciales contra estos grupos es particularmente frecuente en Quebec. Una encuesta de Angus Reid en 2009 encontró que el 68 % de los quebequenses encuestados tenía una visión desfavorable del Islam. Esto había aumentado ligeramente en 2013 al 69 %. Sin embargo, la misma encuesta mostró que el aumento de las actitudes islamófobas en el resto de Canadá fue mayor en Quebec, pasando del 46 % en 2009 al 54 % en 2013
Las implicaciones del proyecto de ley 62 no solo afectaron a los residentes de Quebec en su conjunto, sino que también crearon una visualización contradictoria de Canadá. A menudo se considera que la nación es un país «multicultural», sin embargo, la implementación del proyecto de ley 62 dejó a los canadienses cuestionando este término. Una ciudadana canadiense agregó: «Así como toda mujer tiene derecho a revelarse, una mujer que está a su lado tiene derecho a ocultarse... Si el gobierno va a afectar nuestros derechos básicos, no quiero ser parte de ello».

### Proyecto de ley 21: Prohibición de símbolos religiosos
La Bill 21 es una ley provincial, aprobada en junio de 2019, que prohíbe a ciertos empleados del sector público usar símbolos religiosos, como el hiyab, yarmulkes y turbantes sij, durante el ejercicio de sus funciones. Esta legislación se ha convertido en un tema significativo de debate en Quebec, con muchos considerándola una violación de la libertad religiosa y otros viéndola como una medida para mantener el secularismo (laïcité) en la provincia.En una decisión emitida en abril de 2021, el Tribunal Superior de Quebec dictaminó que partes de la Bill 21 infringen la constitución de Canadá, específicamente la Carta Canadiense de Derechos y Libertades. Se determinó que la legislación viola la Sección 23, que garantiza derechos educativos para minorías, y la Sección 3, que describe el derecho a servir en la legislatura provincial. Pese a este fallo, la mayoría de la legislación sigue vigente, prohibiendo a los empleados del sector público en papeles autoritarios, como maestros y fiscales estatales, mostrar símbolos religiosos en el trabajo.
Varios actores y organizaciones han denunciado la ley, sugiriendo que tiene un matiz islamofóbico, a pesar de que el uso del velo no es un mandato directo del Corán y el uso del nicab o burka lo es aún menos. El Ministerio de Educación de Ontario financió un video que asocia esta ley con actos «islamofóbicos», producido por la Asociación Musulmana de Canadá.
El fallo ha suscitado una variedad de respuestas. Khalid Elgazzar, vicepresidente de la junta directiva del Consejo Nacional de Musulmanes Canadienses (NCCM, por sus siglas en inglés), enfatizó los «problemas fundamentales» con la ley. De manera similar, Noa Mendelsohn Aviv, de la Asociación Canadiense de Libertades Civiles, destacó las preocupaciones sobre la violación de los derechos con la continuidad de esta ley. El fallo ha tenido implicaciones directas para las escuelas de habla inglesa en Quebec, las cuales ahora están exentas de la prohibición. La Junta Escolar de Montreal en inglés (EMSB), la más grande de Quebec, celebró la decisión. Sin embargo, el gobierno de Quebec ha expresado su intención de apelar el veredicto.

## Racismo antinegro

### Esclavitud

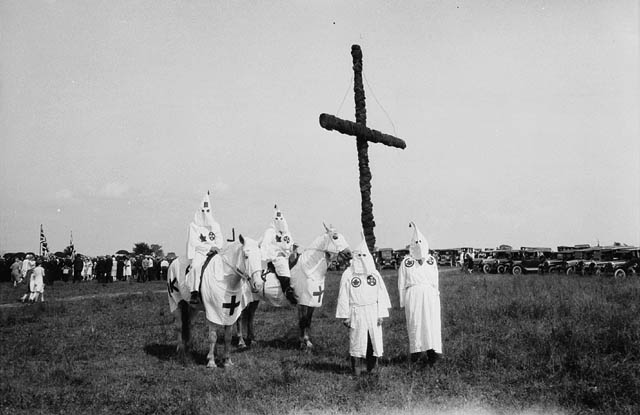
Miembros del Ku Klux Klan en Canadá, colocando una cruz en 1927

La colonia de Nueva Francia fue fundada a principios del siglo XVII y representa el primer asentamiento colonial europeo significativo en lo que hoy es Canadá. La esclavitud era una práctica común en el territorio. La esclavitud en Quebec representa una faceta poco conocida en la historia de esta provincia canadiense. Por más que la mayoría de la gente no está familiarizada con esta historia, registros indican que, entre 1629 y 1833, hubo 4185 esclavos en el territorio. La Ciudad de Quebec, en particular, se destacó como el principal centro de esta actividad, donde muchos esclavos se encontraban al servicio de familias ricas y prestigiosas. A diferencia de otras colonias en América, donde la esclavitud estaba intrínsecamente vinculada a la economía agraria (como las plantaciones de tabaco, algodón y caña de azúcar), en Quebec, la posesión de esclavos era más un símbolo de estatus social que una necesidad económica. Los esclavos negros eran valorados en una cantidad significativamente mayor que los esclavos nativos debido a su percepción de rareza y robustez.
Desde los inicios de Nueva Francia hasta su conquista por los británicos entre 1758 y 1760, los registros indican que aproximadamente 3600 personas esclavizadas vivieron allí. La mayoría eran indígenas, a menudo denominados «Panis». Sin embargo, también había esclavos negros, fruto del comercio transatlántico de esclavos. En 1689, el rey Luis XIV autorizó la importación de esclavos negros a Nueva Francia a petición del gobierno colonial. Veinte años después, en 1709, Nueva Francia promulgó leyes que legalizaban explícitamente la esclavitud, definiendo a los esclavos como propiedad y, por lo tanto, sin derechos. Aunque se establecieron diversas normativas para regular la esclavitud en las colonias francesas, el conjunto de reglamentaciones conocido como el «Código Noir» destacó particularmente. Si bien no está claro si este código se aplicó formalmente en Nueva Francia, influenció fuertemente las costumbres y prácticas de la esclavitud en la colonia.
El Código Noir proporcionaba algunas protecciones mínimas para las personas esclavizadas, como la obligación de los propietarios de proporcionarles comida, refugio y ropa. Sin embargo, este mismo código también otorgaba a los dueños de esclavos el poder de infligir castigos violentos, incluyendo marcarlos con hierro candente, mutilarlos e incluso matarlos. Mismo con las difíciles condiciones de vida, había personas negras libres en Nueva Francia. Sin embargo, vivían bajo el constante riesgo de ser esclavizados. Un ejemplo de esto ocurrió en 1732 cuando el Gobernador Jonquierre esclavizó a un negro libre que había llegado desde Nueva Inglaterra, justificándolo con la premisa de que «un negro es un esclavo, dondequiera que se encuentre».

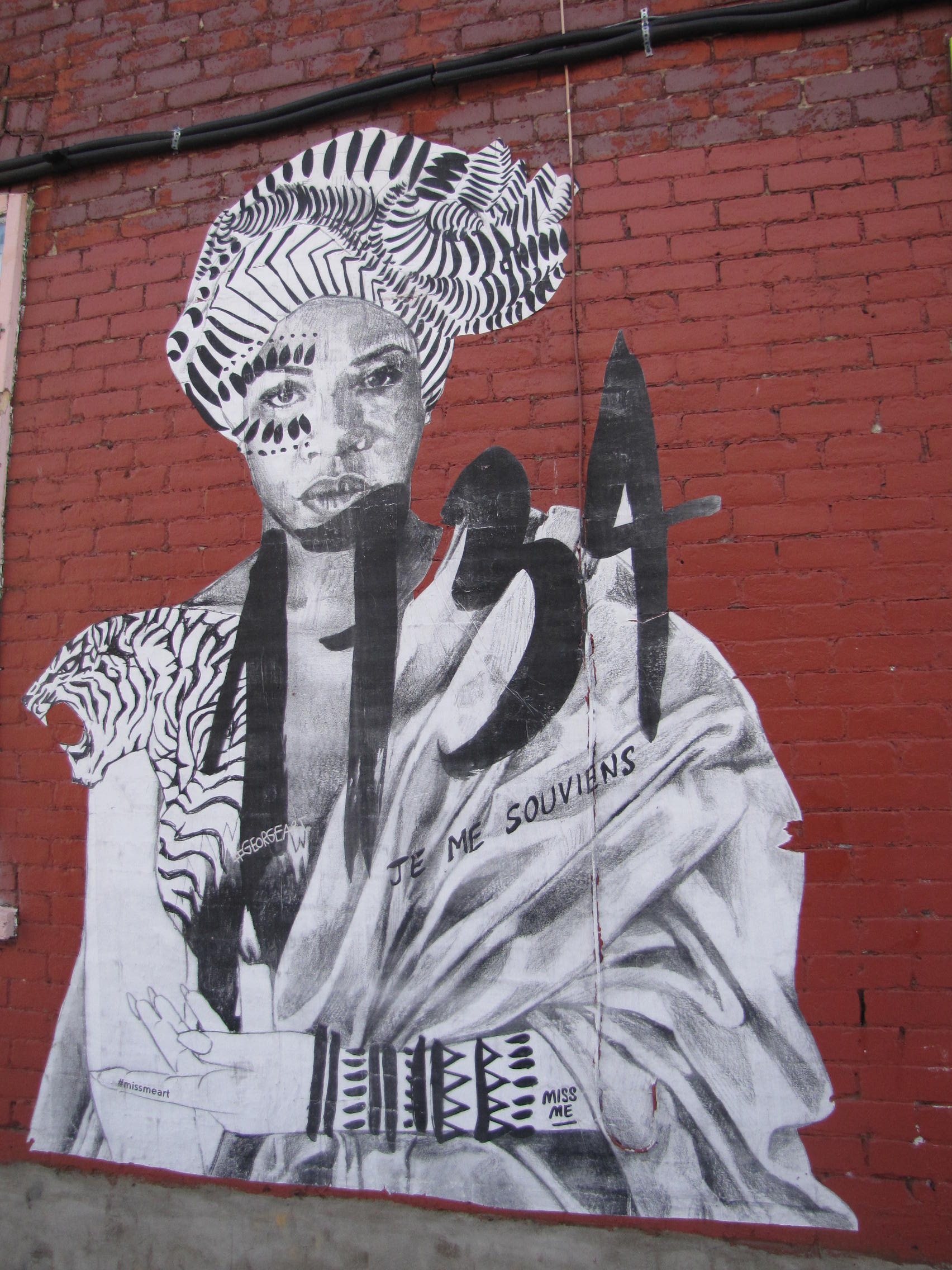
Los descendientes de esclavos negros de Nueva Francia y Bajo Canadá son canadienses francoparlantes que aparentan ser blancos (conocido como «white-passing» en inglés). Sus apellidos incluyen Carbonneau, Charest, Johnson, Lafleur, Lemire, Lepage, Marois, Paradis, etc.

Una figura destacada en este contexto es Olivier Lejeune, quien se reconoce como el primer hombre negro en Quebec. Llevado a la esclavitud desde los 8 años, Lejeune fue educado en la residencia jesuita en la Seigneurie Notre-Dame-des-Anges en la actual Limoilou. Originalmente nacido en Madagascar, su nombre fue otorgado por Paul Le Jeune, el jesuita que lo bautizó. Esta práctica de renombrar a los esclavos era común, simbolizando una pérdida de identidad y conexión con su historia y cultura africanas. A pesar de la abolición oficial de la esclavitud en el Imperio británico en 1833, persiste el reconocimiento tardío y limitado de esta historia en la cultura quebequense. Personas como Ndiaye han trabajado para iluminar esta oscura parte de la historia de Quebec, buscando educar al público a través de medios como la música y recorridos históricos. Su iniciativa «Qc. History X» es un esfuerzo por desvelar estos aspectos «desconocidos» de la historia quebequense.

### Sistema de salud
Eding Mvilongo cuenta con 12 años de experiencia como anestesióloga, y durante más de 10 de esos años, no tuvo colegas negros. Esta situación es un reflejo de un nuevo informe presentado a las Naciones Unidas sobre el racismo antinegro en Quebec. El informe forma parte de la revisión periódica universal de Canadá, que evalúa el historial de derechos humanos de un país.
Mvilongo trabajó en hospitales y clínicas en Laval y señaló que, cuando se trata de cargos de dirección, hay aún menos personas negras. Esta subrepresentación puede generar desconfianza en el sistema de salud. «Puedes recibir toda la capacitación que desees en clases y seminarios web, pero si no has vivido estas realidades, no tienes forma de comprenderlas», dijo.
En 2020, la Agencia de Salud Pública de Canadá determinó que en años recientes «el racismo ha sido reconocido cada vez más como un factor determinante de resultados de salud inequitativos para los canadienses racializados». Ejemplos bien documentados en niveles institucionales y sociales incluyen la baja representación o ausencia de personas negras en puestos de liderazgo.
Un nuevo estudio realizado en colaboración con la clínica para la defensa de los derechos humanos de la UQAM (Universidad de Quebec en Montreal) indica que parte del problema radica en la negativa de Quebec a reconocer el racismo sistémico. «La falta de reconocimiento del problema alimenta la falta de propuestas para la solución», expresó el investigador Ricardo Lamour.
El informe presenta treinta y una recomendaciones sobre atención médica, seguridad y migración. Respecto a los migrantes negros, se descubrió que los «empleados de la inmigración canadiense han expresado preocupación sobre referencias racistas internas y estereotipos de las personas como corruptas o no confiables. Estos funcionarios han indicado que estas manifestaciones de racismo pueden afectar el procesamiento de casos. Estos estereotipos contaminan todo el proceso de aceptación de esa persona», señaló Lamour.
Además, se ha destacado que esos estereotipos también pueden afectar a quienes buscan visas estudiantiles. La activista de inmigración Rivka Augenfeld señaló que los algoritmos que deciden quién obtiene una visa están sesgados. «Termina habiendo discriminación incorporada en el programa, así que no es incluso una persona la que decide que alguien de África debería ser rechazado para una visa de estudiante», manifestó.
Augenfeld, Lamour y otros esperan que la situación de Quebec sea un tema central en la revisión de derechos humanos de Canadá en noviembre.

### Muerte de Anthony Griffin
Alrededor de las 6:30 a. m., un taxista llamó al Servicio de Policía de la Comunidad Urbana de Montreal porque su pasajero, Anthony Griffin, un joven negro anglófono de 19 años de ascendencia jamaicana, originario de Sainte-Dorothée, no pagó la tarifa de veintisiete dólares. Los oficiales de policía Allan Gosset y Kimberley Campbell fueron desplegados al lugar. Tras una verificación en la computadora,  Gosset descubrió que Griffin tiene una orden de arresto por robo con allanamiento de morada. Por lo que lo detuvieron, lo registraron y lo llevaron a la estación de policía n.º 15, sin esposarlo. En el estacionamiento de la estación, Gosset abrió la puerta del coche y  Griffin huyó. El policía le ordenó detenerse,  se detuvo a seis o siete metros del oficial. Luego le ordenó girarse y cuando lo hizo, Gosset le disparó en el lado derecho de la frente, matándolo.
Roland Bourget, director del Servicio de Policía de la Comunidad Urbana de Montreal, suspendió de inmediato a Allan Gosset, de 38 años y con 16 años de servicio. Un jurado exoneró a Allan Gosset el 11 de mayo de 1988 de lo ocurrido. Esta decisión provocó una serie de manifestaciones contra la brutalidad policial y el racismo. La comunidad negra montrealesa quedó marcada por este evento.

### Discriminación en la industria del taxi en Montreal (1982-1984)
Dos olas de inmigración haitiana marcaron la historia de Quebec. La primera, entre 1968 y 1972, trajo principalmente a profesionales y académicos que escapaban de la dictadura de Duvalier. Su formación y habilidades coincidían con las necesidades de Quebec en áreas como educación y salud. La segunda ola, de 1973 a 1980, fue diferente. Esta trajo a trabajadores y obreros, más rurales y sin estudios superiores. Muchos de ellos encontraron empleo en las fábricas o en la industria del taxi, enfrentando condiciones laborales difíciles y bajos salarios. Esta situación los hizo más vulnerables a la discriminación y el racismo, y la crisis económica de la década de 1980 solo exacerbó sus problemas.
Desde 1974, los haitianos comenzaron a trabajar en la industria del taxi de Montréal. A pesar de las largas horas y el salario mínimo, su número creció de C$300 a C$800 entre 1978 y 1982. La recesión de los años 80 redujo el valor de las licencias de taxi y los ingresos de los propietarios, aumentando las tensiones raciales en la industria. El diario La Presse resaltó en 1982 cómo la crisis económica estaba exacerbando las tensiones raciales en el sector del taxi.

#### Protestas y solidaridad
El 16 de julio de 1982, la Comisión de Derechos Humanos (CDPQ, por sus siglas en francés) decidió de manera autónoma llevar a cabo una investigación pública y general sobre la industria del taxi en Montreal debido a las múltiples acusaciones de discriminación racial que involucraban a varios actores del sector. Esta decisión estaba influenciada, entre otros factores, por las profundas repercusiones en el Caribe angloparlante y la expulsión de algunos estudiantes de Canadá.
En junio y julio de 1983, las calles de Montréal se llenaron de manifestantes, la mayoría de ellos conductores de taxi de origen haitiano, expresando su descontento. Sostenían pancartas en frente del palacio de justicia con mensajes que interpelaban a los gobiernos y a la comunidad, como «¡Allo! Ottawa Québec Montréal. Asuman sus responsabilidades» y «Quiere ser fuerte y libre en Québec». Las manifestaciones tenían como principal motivo denunciar el racismo y la discriminación en la industria del taxi de Montréal, en un contexto de crisis económica que también afectaba al sector del taxi.
El informe final, presentado en el otoño de 1984, abordó las conclusiones sobre discriminación directa e individual y discriminación sistémica, y propuso recomendaciones para remediar estos problemas. Además, ofreció un análisis detallado del marco legislativo, regulador y administrativo que rige la industria del taxi en Montreal y examinó el funcionamiento de las entidades gubernamentales relacionadas, proponiendo soluciones legislativas y regulatorias.
La investigación arrojó que el racismo en esta industria era utilizado como una herramienta de competencia desleal y que, en este contexto, era un indicativo de problemas estructurales que afectaban a la industria mucho antes de la llegada en gran número de conductores negros, en su mayoría de origen haitiano. Este racismo, exacerbado por el color de piel, era solo un aspecto de un problema más grande. Como resultado de la investigación, se adoptaron importantes medidas gubernamentales que llevaron a una notable mejora en la industria del taxi. Entre las acciones destacadas se encontró un plan gubernamental de recompra de licencias. Gracias a estas medidas, la situación de todos los trabajadores del sector mejoró, no solo la de los conductores negros. Esta investigación subrayó la importancia de enfrentar y combatir el racismo en todos los ámbitos y de la necesidad de regulación y acción gubernamental para garantizar la equidad y la justicia.

### Desfile de la Fiesta Nacional de Quebec de 2017
El desfile de la Fiesta Nacional de Quebec de 2017 generó una fuerte polémica en medios y redes sociales debido a una presentación percibida como racista por muchos espectadores. Durante el evento, un video, que rápidamente se viralizó, mostraba una carroza tirada por adolescentes negros mientras un grupo de mujeres blancas bailaban a su alrededor. La Fiesta Nacional de Quebec es un evento anual que celebra la diversidad y la integración en la multicultural sociedad quebequense. Sin embargo, este desfile en particular atrajo una atención negativa, en gran parte debido a las imágenes contrastantes que algunos interpretaron como reminiscencias de tiempos históricamente opresivos.
La polémica comenzó cuando Félix Brouillet, un ciudadano canadiense, subió el video a Facebook con un comentario en el que afirmaba que: «Dudo que los organizadores del desfile hayan comprendido el concepto de diversidad» («J'pas sur que les organisateurs de la parade ont compris le concept de diversité»). En menos de 24 horas, el video había sido visualizado por más de un millón de personas y había desencadenado numerosas críticas y debates en línea, bajo el hashtag #villeneuvegate. La organización del evento respondió a las críticas, describiéndolas como «desproporcionadas». Maxime Laporte, la presidenta del comité organizador, en una entrevista con Radio-Canadá, defendió la diversidad del evento y pidió calma. Explicó que: «Tenemos gente de todos los orígenes: de Asia, de África, de todas partes del mundo, que ahora son de Quebec y han participado en el desfile». Asimismo, señaló que el incidente era simplemente «fruto de la casualidad».
Por su parte, Sterve Lubin, el entrenador de los adolescentes que tiraban de la carroza y que pertenecen al instituto Louis-Joseph-Papineau, minimizó la situación en una entrevista a CBC News. Lubin expresó: «Fue un placer para nosotros participar. Es vergonzoso que la gente se fije más en el color que en los participantes». El incidente puso de manifiesto las tensiones y problemas existentes en torno a la representación racial y cultural en eventos públicos. A raíz de la controversia, se pidió a las organizaciones de eventos en la ciudad y en otras partes de Canadá que fueran más conscientes y consideradas respecto a la diversidad y la representación cultural en sus actividades.

## Racismo latino

### Jornaleros agrícolas

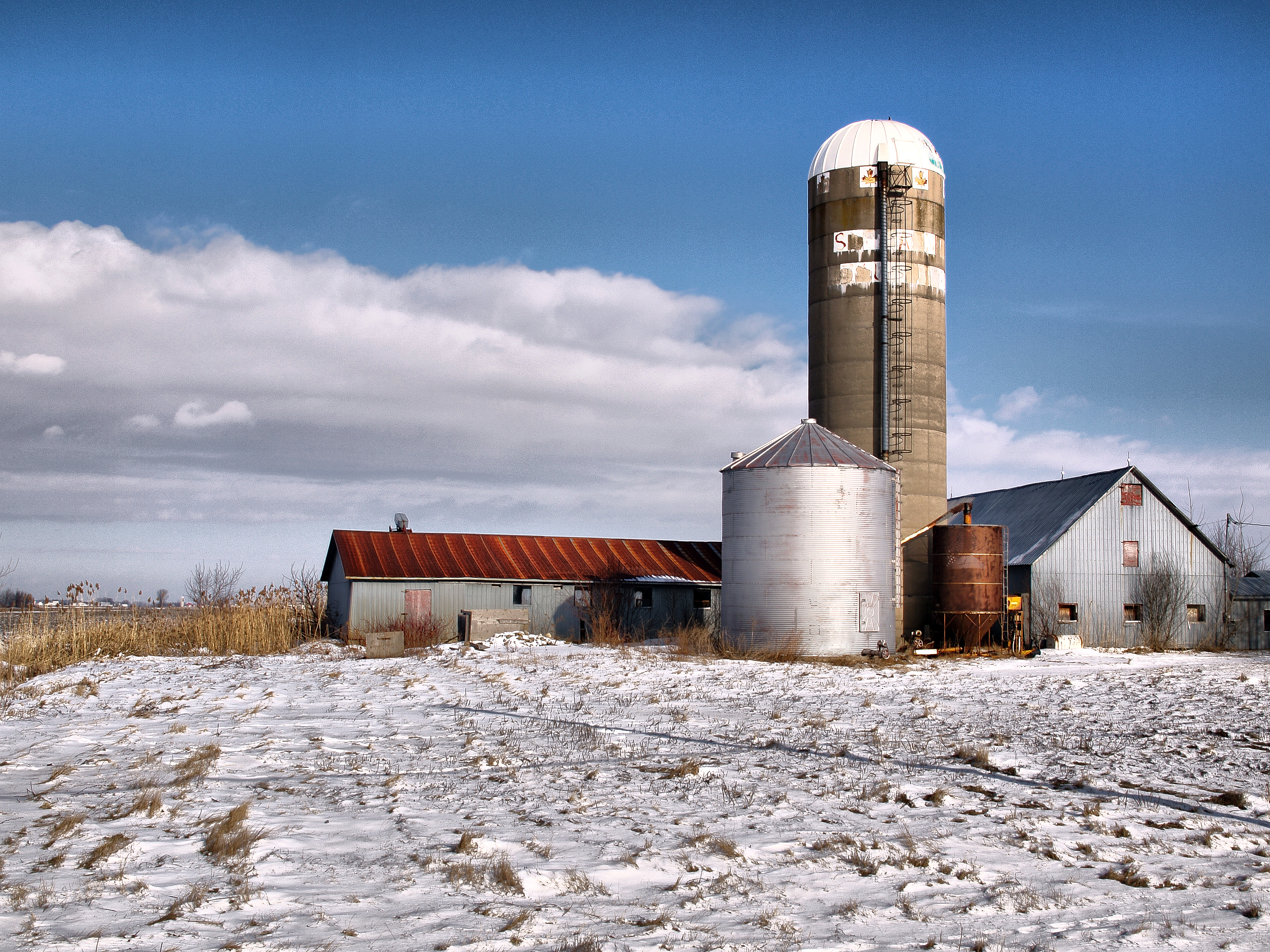
Granja en Saint-Damase, Montérégie (Quebec)

La representación de los jornaleros agrícolas en la sociedad quebequense ha transitado por diversos caminos a lo largo del tiempo, muchos de los cuales están imbuidos de preconcepciones y estereotipos que no hacen justicia a la realidad y complejidad de estos trabajadores. Desde el inicio de la llegada de trabajadores temporales, especialmente de origen latinoamericano, a Quebec, se observaron actitudes discriminatorias y de rechazo por parte de algunos sectores de la población, a menudo basadas en prejuicios raciales y culturales. Estas actitudes se manifestaron en distintas formas, desde comentarios despectivos en la vida cotidiana hasta decisiones laborales y políticas que marginaban a estos trabajadores. Sin embargo, al mismo tiempo, la necesidad de estos jornaleros en la industria agrícola era indiscutible, ya que su arduo trabajo permitía que la agroindustria quebequense floreciera.
En sus inicios, la agricultura era el pilar fundamental de la economía de Saint-Rémi. A pesar de que la manufactura ha ganado terreno en tiempos recientes, la agricultura sigue siendo esencial para la identidad y organización social del lugar. Durante los años 80, se introdujo la práctica de contratar jornaleros de otros orígenes étnicos, particularmente aquellos no quebequenses, para trabajar en las granjas durante el verano. La naturaleza temporal de estos trabajos y la corta estancia de estos trabajadores no generó mayores conflictos en ese entonces. Sin embargo, con la llegada de trabajadores mexicanos a Canadá a través de programas específicos como el Programa de Trabajadores Agrícolas Temporales (PTAT) y el Programa de Trabajadores Extranjeros Temporales (TFWP), la duración de su estancia comenzó a extenderse, lo que incrementó su visibilidad en la comunidad.
En Saint-Rémi, la dualidad de estas representaciones es evidente. Por un lado, los jornaleros son vistos como una mano de obra indispensable, eficiente y dispuesta a desempeñar tareas que muchos quebequenses no están interesados en hacer; pero, por el otro, su identidad y cultura a menudo son reducidas a estereotipos simplistas, y son tratados como «otros», ajenos a la comunidad. Esta situación de «necesidad pero no pertenencia» ha perpetuado un ciclo de racismo estructural donde, aunque los trabajadores son esenciales para la economía, su humanidad y derechos se ven constantemente amenazados y no se reconocen plenamente. Además, la representación económica que a menudo se da de estos trabajadores invisibiliza las condiciones de vida y de trabajo a las que se enfrentan, las separaciones familiares, las barreras lingüísticas y culturales, y las dificultades de integración en una sociedad que a menudo los ve como temporales, a pesar de su contribución a largo plazo.
La creciente visibilidad de los migrantes en la comunidad ha llevado a algunos residentes locales a usar términos como «invasión» o «ocupación», particularmente en relación con el uso de espacios públicos como supermercados y servicios bancarios. Estas percepciones están arraigadas en una sensación de alteridad, ya que los migrantes son vistos como «fuereños» o «extranjeros» debido a diferencias culturales, lingüísticas y étnicas. Además, hay una creencia generalizada entre algunos locales de que estos migrantes «roban» empleos, aunque en realidad fueron traídos por grandes agricultores para llenar vacantes que no estaban siendo cubiertas por los residentes locales.

### Explotación a extranjeros por Newrest y Trésor
En octubre de 2023, una controversia legal surgió en Quebec relacionada con la explotación laboral de trabajadores extranjeros. Una demanda colectiva propuesta alegó que Newrest, un proveedor internacional de comidas para aerolíneas, y Trésor, una firma de reclutamiento con sede en Laval, habían engañado a trabajadores extranjeros, atrayéndolos a Canadá con falsas promesas de empleo. Según el Centro de Trabajadores Inmigrantes de Montreal, que solicitó autorización para presentar la demanda, a más de cuatrocientos personas se les prometió permisos de trabajo y empleos legales en Canadá desde 2021. En cambio, se les instó a trabajar de manera ilegal. La demanda sugiere que estos trabajadores fueron tratados de manera degradante, siendo objeto de control, desechabilidad y explotación.
La acusación sostiene que Trésor reclutó trabajadores principalmente de países hispanohablantes, sugiriendo a algunos que viajaran a Canadá como visitantes y trabajaran durante un «periodo de prueba» sin un permiso laboral válido. Se dice que la mayoría de estos trabajadores nunca recibieron dichos permisos. Muchos de los trabajadores reclutados se encontraban en las instalaciones de producción de Newrest, preparando alimentos para vuelos del Aeropuerto Internacional Montreal-Trudeau.
Benoît Scowen, del Centro de Trabajadores Inmigrantes, destacó la vulnerabilidad y violación de los derechos humanos de estos trabajadores. El Ministro de Trabajo de Quebec, Jean Boulet, manifestó su preocupación y señaló que si las alegaciones eran ciertas, serían inaceptables. Por su parte, Guillermo Montiel, presidente de Trésor, expresó su sorpresa ante las acusaciones. Newrest aseguró estar en cumplimiento de las leyes canadienses y quebequenses, y se comprometió a investigar las denuncias. Hasta la fecha de la última actualización, la demanda aún no ha sido aprobada por un juez. Se busca obtener compensaciones no especificadas de las empresas involucradas. La situación pone de relieve cuestiones laborales y de inmigración en el contexto canadiense y se espera una resolución en los próximos meses.

### Consulta sobre discriminación y racismo latino
La Consulta sobre la discriminación sistémica y el racismo en Quebec fue una iniciativa propuesta por el gobierno del Partido Liberal de Quebec en 2017. Este esfuerzo, en gran medida impulsado por el ala juvenil del partido, buscaba abordar y evaluar la situación de la discriminación y el racismo en la provincia francófona de Canadá. Quebec ha enfrentado desafíos en cuanto a la representación adecuada de su diversidad demográfica en diversas instituciones públicas. Datos disponibles en ese momento revelaron notorias carencias en la representación en la Asamblea Nacional de Quebec, cuerpos policiales y otras instituciones provinciales y municipales.
La propuesta de la consulta no fue bien recibida por todos. Partidos como el Partido Quebequés (PQ) y la Coalition avenir Québec (CAQ) han mostrado su desacuerdo y han solicitado la anulación de la consulta. Uno de los argumentos presentados por estos partidos es que la mención de «discriminación sistémica» y «racismo» en el título de la consulta podría presentar a los residentes de Quebec como racistas, a pesar de que existen datos estadísticos que confirman la existencia del racismo sistémico en la región. A pesar de la controversia y las intervenciones políticas, la consulta parecía ofrecer una oportunidad para abordar y buscar soluciones a estos problemas. Sin embargo, el Consejo de Ministros de Quebec tomó la decisión de retirar a la Comisión de Derechos Humanos y Derechos de la Juventud (CDPDJ) el mandato de llevar a cabo dicha consulta. Como resultado, se modificó el nombre de la consulta a «Foro sobre la valoración de la diversidad y la lucha contra la discriminación».

### Discriminación racial de Montréal-Nord en 2008
El 10 de agosto de 2008, dos agentes de policía de la provincia de Quebec identificaron a un grupo de jóvenes jugando a los dados en el estacionamiento de un parque. Entre ellos estaba Dany, hermano de Fredy Villanueva. Cuando los policías intentaron detenerlo, otros jóvenes intervinieron. Como resultado, uno de los agentes disparó contra tres de ellos, resultando en la muerte de Fredy y heridas en los otros dos jóvenes. Esta tragedia desencadenó disturbios en Montréal-Norte durante la noche del 10 al 11 de agosto de 2008. La noticia se propagó rápidamente, generando malestar y llamados a protestas contra lo que muchos consideraban una «brutalidad policial» sistemática. Las tensiones culminaron en protestas y enfrentamientos entre jóvenes del barrio y la policía. Peter George-Louis, abogado de la familia Villanueva, expresó que las estadísticas y el perfilamiento racial daban contexto a la revuelta de agosto de 2008 y destacó la necesidad de abordar estas cuestiones para evitar futuros conflictos.
Montréal-Nord vivió en 2008 una significativa escalada en el discriminación, en particular hacia la comunidad negra, cuyos efectos repercutieron profundamente en las relaciones entre ciudadanos y las fuerzas de seguridad. Según una investigación realizada por el Dr. Mathieu Charest, especialista en criminología, en los meses previos a las revueltas de agosto de 2008, la población negra de este distrito fue objeto de un incremento notable y cuestionable en controles de identidad y vigilancia policial. En el periodo comprendido entre 2007 y 2008, los controles policiales a personas negras en Montréal-Nord experimentaron un aumento del 50 %, según un informe del Servicio de Policía de la Ciudad de Montreal (SPVM). Parte de este incremento se atribuye a las acciones del equipo policial conocido como Escuadra Éclipse.
El Dr. Charest, autor del estudio, destacó que la mayor parte de este aumento en controles policiales tuvo lugar en los meses previos a las revueltas. Además, señaló que en Montréal-Nord, el perfilamiento racial hacia la comunidad negra había crecido un 126 % entre 2001 y 2007. Una actualización del estudio, fechada el 30 de agosto, reveló que en dos de cada tres controles policiales a personas negras, las razones eran débiles o vagas, como «investigación de rutina» o «sujeto de interés», lo que daba pie a percepciones de perfilamiento étnico y generaba descontento.

#### Repercusiones
Las secuelas de este incidente no se limitaron a la violencia inicial. Se organizaron diversas manifestaciones pidiendo justicia para Fredy y cuestionando las prácticas policiales. En mayo de 2009, se lanzó una investigación pública para analizar las circunstancias de la muerte de Villanueva. Sin embargo, esta investigación se vio interrumpida en 2011 debido a debates jurídicos y fue reanudada en 2013. Pese a los esfuerzos de investigación, se acusó al Ayuntamiento de Montreal y a la Hermandad de Policía de Montreal de obstruir el proceso. El 17 de diciembre de 2013, el informe resultante fue publicado con recomendaciones específicas para la policía y otras entidades. A pesar de estas recomendaciones, Montréal-Norte quedó marcado por el dolor y el enojo, evidenciando las tensiones subyacentes entre la comunidad y la policía.
Brunilda Reyes, directora del organismo de ayuda alimentaria Les Fourchettes de l’espoir, indicó que la muerte de Villanueva fue el reflejo del descontento latente en el barrio, marcado por carencias y falta de oportunidades. Inés Melara, residente de la zona, enfatizó las persistentes desigualdades en la zona y cómo, 15 años después, todavía se pueden observar dinámicas similares que llevaron al trágico evento.

### Prejuicios hacia los brasileños
A comienzos del siglo XXI, numerosos brasileños decidieron establecerse en la provincia de Quebec. La mayor parte de estos inmigrantes arribó a la región con un estatus de inmigrante cualificado, esperando aprovechar sus habilidades y formación profesional para tener una mejor calidad de vida. Sin embargo, durante los primeros años tras su llegada, un significativo grupo de ellos encontró desafíos de diversa índole.
En 2007, un estudio exploratorio basado en testimonios de brasileños radicados en Quebec desde el año 2000 revela que la inserción en el mercado laboral no ha sido homogénea entre distintas áreas de especialización. Mientras que profesionales de ciencias exactas hallaron oportunidades laborales con mayor facilidad, aquellos vinculados al área de salud, a pesar de cumplir con todos los requisitos y procedimientos legales exigidos por el Ministerio de Educación y Ocio de Quebec para la validación de sus estudios, enfrentaron desempleo. Por su parte, los profesionales de ciencias humanas sienten que han sido marginados del mercado laboral para el cual se prepararon en Brasil, expresando decepción al no encontrar oportunidades laborales adecuadas y remuneraciones acordes a sus expectativas. La convivencia cotidiana entre brasileños y quebequenses ha desencadenado un complejo proceso de categorización mutua. Por un lado, algunos quebequenses muestran resistencia hacia los brasileños basados en prejuicios culturales, pero al mismo tiempo sienten afinidad debido a la herencia latina y a la historia compartida de sus respectivas lenguas. No obstante, algunos brasileños, al percibir ciertas actitudes de rechazo, desarrollan una percepción de los quebequenses como provincianos y subordinados al legado colonial inglés. Esta dualidad en las percepciones y actitudes se magnifica en el contexto lingüístico de Quebec, donde la relación de los brasileños con los francófonos y anglófonos varía, oscilando entre la superación y la retracción.

### Caso de Kate Moya
Kate Moya es una humorista venezolana-quebequense que ha ganado notoriedad en las redes sociales por sus videos humorísticos y comentarios sobre la vida en Quebec. Sin embargo, su viaje digital no ha estado exento de problemas, especialmente en relación con el racismo. Nacida de padres venezolanos que emigraron a Quebec en 1992, Moya ha vivido prácticamente toda su vida en Canadá. Aunque creció en un ambiente bilingüe y se considera venezolana y latina, su pronunciación en francés refleja su vida en Quebec. Mientras que la mayoría de las reacciones a sus videos son positivas, su ascendente trayectoria en las redes sociales ha traído consigo una serie de comentarios negativos y racistas.
Moya ha mencionado en varias ocasiones que aunque se ha sentido aceptada en Quebec la mayor parte de su vida, es a través de las redes sociales donde ha enfrentado el racismo de manera directa. Los comentarios negativos suelen centrarse en su origen y acento, con algunos usuarios instándola a «regresar a su país» a pesar de haber crecido en Quebec. Esta experiencia le ha llevado a reflexionar sobre el racismo sistémico presente en la provincia. En una entrevista, Moya señaló: «Yo recibo muchos comentarios que son racistas y que tienen que ver solamente con el hecho de que soy latina, que tengo el color de piel que tengo y que tengo un acento… Gente que ni siquiera sabe que no es mi verdadero acento».
Aunque algunos de los comentarios racistas son públicos, otros llegan a través de mensajes privados. Sin embargo, la comunidad que ha formado en torno a ella a menudo sale en su defensa. A pesar de las críticas, Moya ha continuado creando contenido y ha expresado su deseo de abrir un debate sobre el racismo sistémico en Quebec.

## Sistema de inmigración

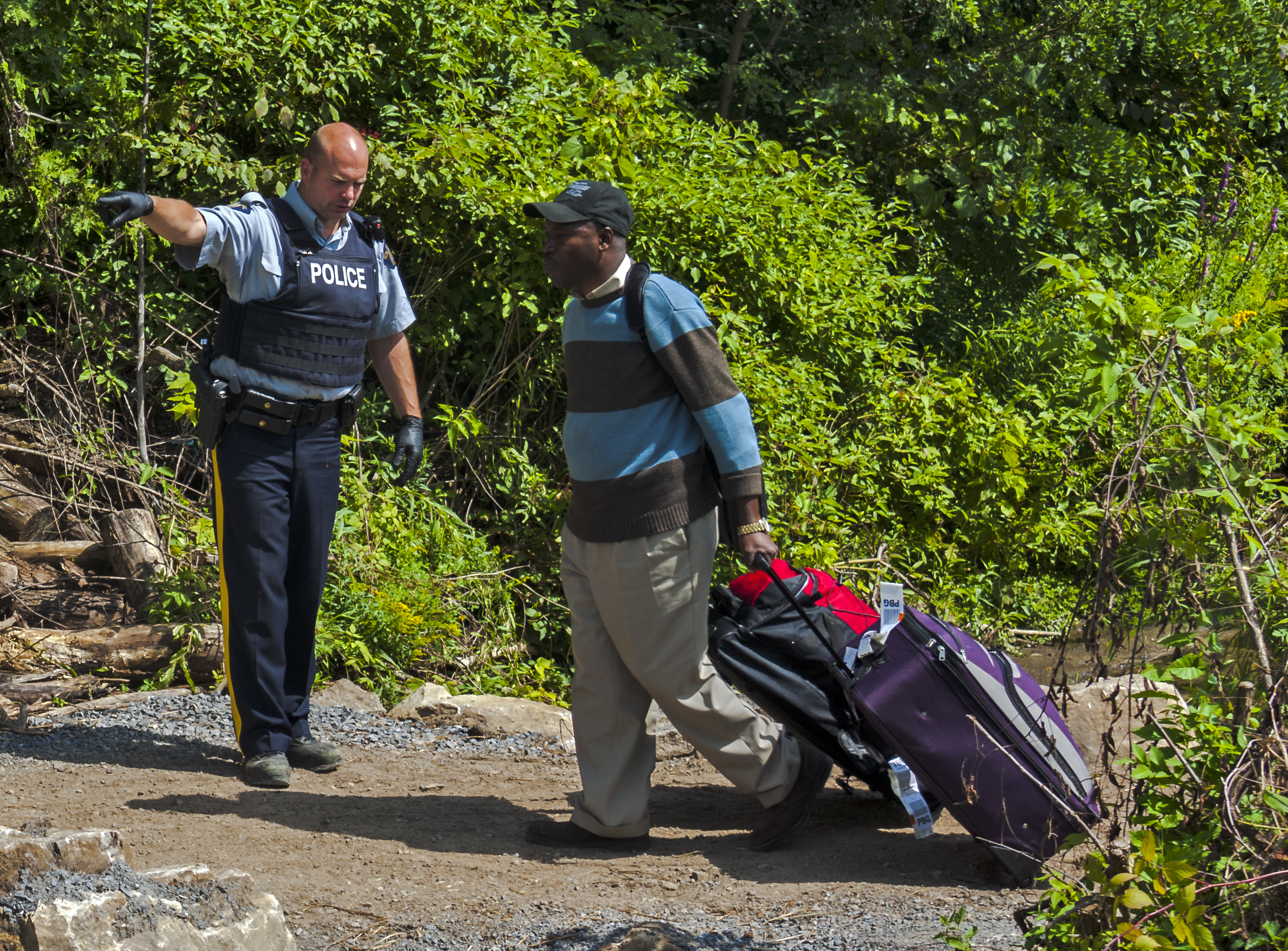
Demandante de asilo entrando a Quebec por Champlain

Themrise Khan, profesional independiente en investigación, destaca el racismo endémico en la sociedad canadiense. Argumenta que, de no abordarse, y al mismo tiempo expandir la inmigración económica, podría desalentar a los migrantes de venir o quedarse en Canadá. Hay claras indicaciones tanto del gobierno como del público canadiense a favor de incrementar las metas de inmigración —con un objetivo de 1,5 millones de residentes permanentes entre 2023 y 2025, frente al millón aproximado de 2020-2022— y de encuestas que muestran una opinión pública cada vez más favorable hacia la inmigración, persisten problemas.
Khan indica que, aunque existen indicios de una actitud proinmigrante y los evidentes beneficios económicos de la inmigración (como herramienta para solucionar la escasez laboral endémica de Canadá), las implicaciones sociales de recibir a nuevos inmigrantes están a menudo subrayadas por el racismo y la discriminación hacia las «minorías visibles». Khan cita ejemplos como la «mayor vigilancia de ciertas poblaciones inmigrantes, intenso escrutinio de algunos de sus recursos financieros y discriminación contra trabajadores migrantes». Además de incidencias de delitos de odio contra miembros de grupos inmigrantes, Khan enfatiza que los inmigrantes son vistos como «objetivos numéricos» para ser alcanzados en un plazo determinado, una forma de subyugación dialéctica que tiene consecuencias reales en la percepción de los nuevos llegados tanto por parte de inmigrantes como de canadienses.
Refugees and Citizenship Canada (IRCC) ha abordado el racismo anteriormente, propuso medidas antirracistas más fuertes en sus últimos planes. Sin embargo, estas se limitan a su estrategia organizativa y no abordan el racismo endémico en la sociedad. La implementación del Bill 96 ha llevado a recomendaciones regresivas que representan una forma de discriminación gubernamental hacia los inmigrantes.
Khan sugiere los siguientes cambios sustanciales:
1. Cambiar el lenguaje en torno a la inmigración en Canadá, considerando la inmigración como un derecho humano y no un juego de números.[83]
2. No considerar la inmigración solo desde una perspectiva económica, reconociendo que los inmigrantes, al igual que los canadienses, son individuos con realidades sociales.[83]
3. Adoptar una filosofía antirracista en los servicios proporcionados a los inmigrantes.[83]
4. Asegurar que los inmigrantes no solo reciban compensación económica, sino también protección social.[83]

Canadá ofrece diversas categorías y programas para quienes desean ingresar, ya sea de manera temporal o permanente. A continuación, se presenta una tabla que resume las principales categorías de entrada:
| Tipo de entrada                                           | Descripción |
| --------------------------------------------------------- | --- |
| Entrada temporal                                          | Millones de personas de todo el mundo vienen a Canadá a visitar, trabajar o estudiar temporalmente. |
| Inmigración económica                                     | Incluye programas como: Entrada Expresa, Programa Provincial de candidatos, Trabajadores calificados seleccionados por Quebec, Programa de visa para poner en marcha una empresa y Programa de Ayudantes Familiares. |
| Reunificación familiar                                    | Los ciudadanos canadienses y los residentes permanentes pueden patrocinar a sus seres queridos, incluyendo cónyuges, parejas de hecho, hijos dependientes, padres y abuelos.                                         |
| Reasentamiento de refugiados                              | Reasentamiento de refugiados del extranjero y un sistema de asilo en Canadá para personas con temor justificado de persecución, tortura o muerte.                                                                    |
| Estudiantes internacionales                               | Más de 400 000 estudiantes. Tras la graduación, pueden continuar trabajando en Canadá y finalmente solicitar inmigración permanente.                                                                                 |
| Trabajadores temporales                                   | Incluye programas como el Programa de Trabajadores Temporales Extranjeros, Programa de Movilidad Internacional y Experiencia Internacional en Canadá.                                                                |
| Entrada irregular                                         | Entradas irregulares a Canadá por un lugar distinto a un puerto de entrada, que no garantiza permanencia en el país y puede resultar en detención y proceso de deportación.                                          |
| Fuente: Ministerio canadiense de Ciudadanía e Inmigración | |

### Sistema de dos niveles
En el «sistema de inmigración de dos niveles» se refiere a cómo las propuestas de política de inmigración de la provincia de Quebec resultan en un tratamiento preferencial para inmigrantes económicos (aquellos seleccionados en función de su capacidad para contribuir a la economía, como trabajadores calificados) en detrimento de otras categorías, como aquellos que buscan reunificación familiar. Bajo tal sistema:
1. Primer nivel: Inmigrantes económicos que serían admitidos más rápidamente debido a la percepción de que llenan un vacío laboral inmediato o satisfacen necesidades económicas. Estos inmigrantes podrían tener acceso a más recursos, un proceso de aplicación más rápido o reglas más flexibles.[85]
2. Segundo nivel: Otros inmigrantes, como aquellos que vienen a través de programas de reunificación familiar o como refugiados. Estos inmigrantes podrían enfrentar tiempos de espera más largos, menos recursos o criterios más estrictos.[85]

El uso del término «sistema de inmigración de dos niveles» lleva una connotación negativa, sugiriendo que es injusto o discriminatorio al otorgar un trato preferencial a un grupo sobre otro. La creación de tales sistemas puede generar tensiones políticas y sociales, y es un tema de debate en muchas naciones que luchan por equilibrar las necesidades económicas con consideraciones humanitarias y familiares. En un esfuerzo por responder a las demandas laborales, Legault anunció poco después de su elección que Quebec aceptaría cerca de doce mil inmigrantes menos en 2019, representando una disminución de casi el 20 % en comparación con las cifras del anterior gobierno liberal. Más recientemente, ha solicitado al gobierno federal una mayor flexibilidad para que Quebec pueda incrementar el número de inmigrantes económicos que acepta, lo que llevaría a una reducción proporcional en las admisiones de otros tipos de inmigrantes, en particular aquellos que vienen a través de programas de reunificación familiar y reasentamiento. 

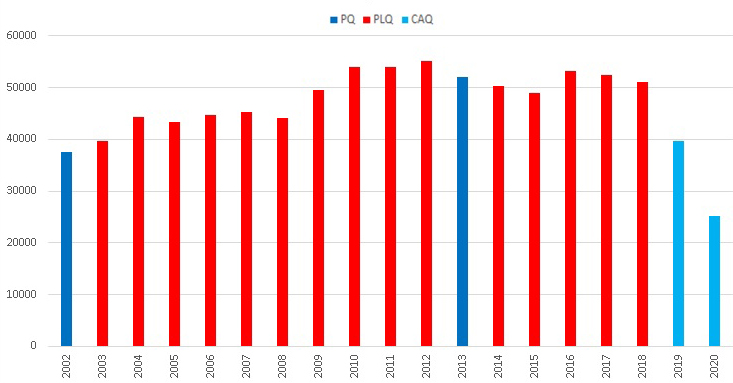
Número de inmigrantes recibidos en Quebec según el gobierno en lugar desde 2002 hasta 2020

Si bien este nuevo enfoque beneficiaría a las empresas al proporcionarles el talento necesario, se prevé que prolongará los tiempos de espera para aquellos que buscan la reunificación familiar. Actualmente, el tiempo de espera en Quebec para procesar una solicitud de reunificación familiar es de unos 24 meses. La proporción de inmigrantes económicos se eleva a 65 %, este tiempo aumenta a tres años, según fuentes federales.Esto trae un efecto secundario no deseado, ya que los inmigrantes calificados que Quebec optan por trasladarse a otras provincias o territorios de Canadá, en lugar de enfrentarse a largos períodos de separación de sus familias.

### Permisos de trabajo cerrado
Uno de los elementos más destacados y controvertidos de este sistema es la implementación de los permisos de trabajo cerrados. Estos permisos vinculan a los trabajadores extranjeros con un empleador específico. La Asociación en Defensa de los Derechos de Trabajadores del Hogar y Agrícolas (DTMF) ha señalado que tales permisos pueden colocar a los trabajadores en una situación de vulnerabilidad, al limitar su capacidad de cambiar de empleador. Dicha vulnerabilidad ha sido respaldada por observaciones de organismos internacionales. Por ejemplo, el Relator Especial de las Naciones Unidas sobre las Formas Contemporáneas de Esclavitud ha expresado preocupaciones sobre cómo estos permisos pueden exponer a los trabajadores a abusos sin poder denunciarlos por miedo a represalias, como la deportación.
Además, en el contexto de estas políticas, se ha registrado un aumento en el número de trabajadores extranjeros temporales en Quebec. Esta tendencia ha alimentado debates sobre si la provincia busca una integración a largo plazo de los inmigrantes o si está favoreciendo una dinámica de rotación laboral.Grandes sindicatos, como la Confédération des syndicats nationaux (CSN) y la Fédération des travailleurs et travailleuses du Québec (FTQ), han apoyado iniciativas que buscan una revisión y reforma de estos permisos. Estas organizaciones sostienen que, más allá de los derechos formales, los trabajadores a menudo enfrentan amenazas y temores que limitan su capacidad de actuar en defensa de sus propios intereses.

### Programa de patrocinio
Una situación que ha puesto de manifiesto tensiones en los sistemas de inmigración de Canadá y posibles alegatos de discriminación se centra en la experiencia de Laurianne Lachapelle. Esta ciudadana quebequense ha estado aguardando por más de un año la llegada de su esposo, originario de Guatemala, a Canadá, a través de un programa de patrocinio. Debido a los prolongados tiempos de espera, Laurianne se vio en la situación de reconsiderar su residencia en Quebec y enfrentar decisiones personales extremadamente difíciles, incluido el aborto.
Lachapelle se casó con un guatemalteco en enero de 2022. En agosto del mismo año, presentó una solicitud como parte del programa para patrocinar a un cónyuge o pareja que vive en el extranjero. Originalmente, el tiempo estimado de espera era de 13 meses, pero un año después, este período se duplicó, alcanzando al menos 24 meses.
Según datos proporcionados por el Journal de Montréal en julio, aproximadamente 37 000 solicitudes de patrocinio previamente aprobadas por Quebec estaban pendientes de tratamiento. Esto contrasta con una meta de admisión anual de cerca de 10 600 personas.
Ante la demora y la incertidumbre de la llegada de su esposo, y tras quedar embarazada, Lachapelle tomó la dolorosa decisión de abortar. Explicó: «No fue mi elección, porque si mi esposo hubiera tenido la oportunidad de venir a Québec, nuestra familia habría comenzado ahora. No podía imaginarme viviendo mi embarazo sola. Es algo que queríamos vivir juntos. Pienso en ello todos los días y me duele. Fue una elección horrible que tuve que hacer».

#### Reacción gubernamental
Christine Fréchette, ministra de Inmigración, Francización e Integración, respondió a las preocupaciones sobre los retrasos en inmigración destacando que se estaba llevando a cabo una comisión parlamentaria sobre el tema. Sin embargo, evitó referirse a casos individuales y enfatizó la importancia de los datos en su conjunto. La respuesta gubernamental fue percibida por Lachapelle como carente de humanidad, sugiriendo un posible alejamiento del gobierno de los problemas reales enfrentados por las personas.

### Francización forzada
La inseguridad cultural ha sido una constante en la psique de los francófonos de herencia canadiense-francesa. Esta inseguridad, según Marco Micone en su artículo «La colère d’un immigrant» publicado en Le Devoir el 3 de marzo de 2017, se origina en parte debido a la condición minoritaria de los francófonos en Canadá y en Norteamérica en su conjunto. Esta situación se ve exacerbada por la atracción que ejerce el idioma inglés sobre varios inmigrantes. A través de la historia, los quebequenses han construido un relato en el cual la lengua francesa se encuentra «amenazada», «asediada» y «enferma». Esta narrativa ha sido utilizada tanto para movilizar a la comunidad como para despertar conciencias. La percepción del francés como un lenguaje bajo asedio ha galvanizado acciones y discursos en defensa de la lengua y la cultura.
Sin embargo, hay quienes interpretan esta inseguridad cultural y lingüística como un signo de xenofobia colectiva. Relacionar directamente el sentimiento de inseguridad lingüística de los quebequenses con un «discurso antiinmigrante» es un paso audaz. A lo largo de los años, la lucha por preservar la lengua francesa en Quebec ha ido de la mano con esfuerzos para integrar a los inmigrantes en esta cultura.
Francización se refiere al proceso de hacer que algo o alguien se vuelva francés respecto a su cultura, lengua, identidad, etc. Puede referirse tanto al proceso de adaptar algo a la cultura francesa como a la asimilación de individuos o comunidades a la cultura francesa.

#### Proyecto de ley 101: Fortalecimiento del francés a expensas de las Minorías
Los derechos lingüísticos han sido un tema controvertido en la provincia canadiense de Quebec durante décadas. Hace más de 45 años, en 1977, se promulgó la Ley 101, Carta de la Lengua Francesa en Quebec, por el gobierno de Quebec.
La Ley 101 o Carta de la Lengua Francesa es una ley promulgada en 1977 en la provincia de Quebec, Canadá, con el propósito principal de fortalecer el uso del francés como lengua oficial y predominante en la provincia. La ley ha sido objeto de múltiples debates y críticas desde su implementación debido a sus implicaciones en la comunidad anglófona y otras minorías lingüísticas. Desde la rebelión de 1837, los francófonos en Canadá han tenido una posición donde el inglés ha sido predominante en estructuras políticas y económicas, especialmente en provincias como Ontario, Nuevo Brunswick y Manitoba. El Acta de la Unión de 1840 y la creación de la Confederación en 1867 generaron preocupaciones sobre la preservación de la lengua y cultura francesa.
En la década de los setenta, en respuesta a la percepción de asimilación y pérdida de derechos lingüísticos, el Partido Quebequense introdujo la Ley 101, haciendo del francés la única lengua oficial de Quebec en áreas del gobierno, cortes, trabajo, educación, comunicación, comercio y negocios.

##### Implicaciones
Uno de los componentes más controvertidos de la Ley 101 es la restricción en la educación en inglés. Bajo esta ley, inmigrantes y la mayoría de los francófonos deben recibir educación primaria y secundaria en francés. Esta medida ha generado críticas por sus posibles efectos en las comunidades anglófonas y otras minorías lingüísticas en Quebec. Un análisis posterior sugiere que, aunque la Ley 101 ha tenido éxito en fortalecer el uso del francés en la provincia, ha generado preocupaciones sobre su impacto en las comunidades no francófonas, particularmente en áreas metropolitanas como Montreal.
Desde la implementación de la Ley 101, se ha observado una disminución en el número de escuelas anglófonas en Quebec, y un éxodo de hablantes de inglés a otras provincias o a los Estados Unidos. A pesar de que los francófonos son la comunidad predominante en Quebec, la provincia ha sido históricamente diversa en relación con su cultura e idioma. En Quebec han vivido comunidades de indígenas, anglófonos, judíos, afrocaribeños, entre otros, que han contribuido significativamente en varios ámbitos.
En octubre de 2023, el gobierno federal de Canadá adoptó medidas para fortalecer los derechos lingüísticos de los francófonos en todo Canadá. Sin embargo, estas medidas han generado preocupaciones sobre si se están garantizando equitativamente los derechos de las comunidades anglófonas y otras minorías en Quebec.

#### Proyecto de ley 96: Protección Lingüística
El objetivo principal de esta ley de idioma de Quebec era establecer el francés como el idioma oficial de la provincia en espacios cotidianos como el gobierno, escuelas, tribunales, empresas, entre otros, a través de diversos requisitos lingüísticos. No obstante, el gobierno de Quebec aprobó una legislación titulada Ley 96, «Ley sobre el Francés, el idioma oficial y común de Quebec», que introduce nuevas modificaciones a la legislación existente de la Carta.
La Ley 96, una revisión de la Carta del Idioma Francés, fue adoptada en la Asamblea Nacional. Esta nueva legislación limita el uso del inglés en los tribunales y servicios públicos, imponiendo además requisitos lingüísticos más estrictos a pequeñas empresas, municipios y estudiantes de CEGEP. Una cláusula particularmente polémica exige que los recién llegados aprendan francés en un plazo de seis meses tras su llegada; de lo contrario, pierden el acceso a la mayoría de los servicios públicos en otro idioma.

##### Reacciones
A raíz de la reciente adopción de la Ley 96, que reforma la Carta del Idioma Francés en Quebec, diversos grupos que ayudan a inmigrantes, trabajadores migrantes y refugiados en Montreal expresan preocupación sobre el impacto que ha tenido en la comunidad inmigrante. Los trabajadores comunitarios dicen que la ley hace que sea difícil para los inmigrantes acceder a la justicia y completar tareas diarias, aumentando su aislamiento y vulnerabilidad. Además, existe la percepción de que Quebec está creando un sistema de inmigración de dos niveles. Esto podría desalentar a personas que huyen de conflictos y que solo hablen inglés básico de venir a la provincia, a pesar de las crecientes necesidades laborales. Al mismo tiempo, la provincia confía en un número creciente de trabajadores extranjeros temporales para cubrir importantes brechas laborales.
Evelyn Calugay, directora ejecutiva de PINAY, un grupo de derechos de las mujeres filipinas, compartió su experiencia personal sobre la dificultad de aprender francés. Resaltó que muchos filipinos llegan a Quebec para ocupar trabajos precarios, lo que les deja poco tiempo para aprender el idioma. También se refirió a la historia lingüística de Filipinas, enfatizando que el inglés y el español fueron idiomas impuestos a lo largo de su historia.El Primer Ministro François Legault manifestó su interés en garantizar que un mayor número de inmigrantes que ingresan a la provincia ya hablen francés. Mencionó que su gobierno ha aumentado la proporción de selección de inmigrantes que hablan francés del 55 % al 84 %. Sin embargo, el porcentaje de inmigrantes francoparlantes aceptados en la provincia por el gobierno federal es solo del 50 %.
Mostafa Henaway del Migrant Workers Centre también expresó preocupación, sugiriendo que el gobierno parece estar priorizando el trabajo migratorio temporal para complacer a su base de votantes. Por su parte, Rose Ndjel, directora de Afrique au Féminin en Parc-Extension, destacó cómo la ley podría afectar a quienes ya viven allí desde hace años y que podrían no tener acceso fácil a cursos de francés. Señaló que, en ocasiones, los niños faltan a la escuela para ayudar a traducir servicios para sus padres o abuelos, y que esta situación empeora con la nueva ley.

## Sistema de salud
En 2023, se intensificó el debate sobre el racismo sistémico en el sistema de salud de Quebec. Numerosos profesionales médicos y organizaciones indígenas se pronunciaron en contra de la postura del gobierno provincial, encabezado por el primer ministro François Legault, quien se negó a reconocer la existencia de racismo sistémico en la provincia. El asunto cobró relevancia a raíz del caso de Joyce Echaquan, una mujer indígena que falleció en 2020 en el hospital de Joliette, mientras era sometida a insultos racistas. Su muerte provocó un llamado a adoptar el «Principio de Joyce», una serie de medidas propuestas por la comunidad indígena atikamekw con el fin de garantizar un acceso equitativo a la atención médica.

### Proyecto de ley 32
El Collège des médecins du Quebec (CMQ), organismo encargado de la regulación y supervisión de la práctica médica en Quebec, ha instado al gobierno de Legault a reconsiderar sus políticas hacia las comunidades indígenas en el sistema de salud. El proyecto de ley 32 se centra en la atención sanitaria diferenciada para las comunidades indígenas, se ha presentado una serie de controversias y debates sobre la mejor manera de abordar la atención sanitaria para estas comunidades. El proyecto de ley 32 fue propuesto con el objetivo de distinguir a las comunidades indígenas de otros usuarios del sistema de salud, reconociendo que las comunidades indígenas tienen una historia y cultura únicas. Sin embargo, esta propuesta ha sido objeto de críticas y controversias, en particular en relación con la forma en que se aborda el tema del racismo sistémico.
El Dr. Mauril Gaudreault, presidente del Colegio de Médicos de Quebec, criticó el enfoque «paternalista y colonialista» del gobierno en su nueva legislación destinada a mejorar el tratamiento de la población indígena en la red de salud pública. El Colegio presentó un informe ante un comité legislativo advirtiendo que será complicado garantizar una atención que respete la identidad cultural si no se reconoce el racismo sistémico en el sistema de salud. Además, recomendó expandir el proyecto de ley para incluir a otros grupos vulnerables, y subrayó la necesidad de incluir organizaciones indígenas en la redacción de la legislación. El ministro de Asuntos Indígenas, Ian Lafrenière, defendió la propuesta del gobierno, asegurando que se había reunido con varios grupos indígenas antes de presentarla. Sin embargo, enfrentó críticas por la falta de consultas adecuadas durante su redacción.
Por otro lado, Ghislain Picard, líder de la Asamblea de Primeras Naciones de Quebec-Labrador (APNQL), decidió no participar en las consultas sobre el proyecto de ley 32, citando que el proyecto era «irrespetuoso con los derechos de las Primeras Naciones» y que tenía un tinte colonialista. A pesar de las controversias, en un intento por mejorar la sensibilización, se informó que para el 17 de junio de 2023, el 94 % de los empleados del sistema de salud de Quebec habían recibido una formación de 90 minutos sobre las realidades indígenas. Sin embargo, se plantean dudas sobre la eficacia de estas formaciones cortas para lograr un cambio significativo en la comprensión y sensibilización sobre las Primeras Naciones.

## Racismo en la policía de Quebec
El Racismo en la Policía de Quebec hace referencia a las acusaciones y evidencias documentadas de prácticas discriminatorias y prejuiciosas por parte de las fuerzas del orden en la provincia de Quebec, Canadá, dirigidas especialmente hacia individuos de comunidades racializadas. A lo largo de los años, diversas denuncias, investigaciones y reportajes han señalado la existencia de un patrón de comportamiento racista en ciertos segmentos de la policía quebequense. Estas acciones no solo han generado tensiones entre la policía y las comunidades afectadas, sino que también han suscitado debates a nivel provincial sobre la necesidad de reformas policiales.

### Caso policía de Saguenay
El Servicio de Policía de Saguenay (SPS) ha enfrentado críticas debido a su política de contratación tras rechazar a varios candidatos pertenecientes a minorías culturales y comunidades indígenas en los últimos años. Este rechazo ha llamado la atención, especialmente teniendo en cuenta que el SPS ha sido criticado por su falta de inclusión y diversidad.Según la información obtenida a través de la Ley de Acceso a la Información, que inicialmente el SPS se negó a revelar a Radio-Canadá, no hay ningún miembro indígena dentro de la policía de Saguenay. Solo se encontró a una persona de una minoría visible entre los 238 oficiales, lo que representa solo el 0,4 % del personal.
La Ley sobre el Acceso a la Igualdad en el Empleo en Organismos Públicos estipula que, con habilidades equivalentes, se debería contratar a una persona de un grupo diverso. Sin embargo, el departamento de recursos humanos del SPS argumentó que estos candidatos no cumplían con los criterios necesarios. Algunos de los policías que solicitaron empleo durante las últimas rondas de contratación previamente habían trabajado en cuerpos policiales indígenas o en la Sûreté du Quebec, y algunos incluso tenían el rango de sargento. Además, habían obtenido recomendaciones internas de oficiales de Saguenay que los consideraban una adición valiosa para la organización.
El rechazo a estas candidaturas, que fueron calificadas como excepcionales por varias fuentes, causó desconcierto dentro de las fuerzas policiales, más aún cuando solo 10 de los 15 puestos vacantes se llenaron la pasada primavera.Fuentes internas han señalado una forma de racismo sistémico dentro de la organización. Argumentan que no se toma el tiempo necesario para comprender y valorar las diferencias de estos candidatos durante el proceso de contratación.
Además, se destacó que el número de indígenas y migrantes en Saguenay ha aumentado, lo que debería hacer que estos perfiles de candidatos fueran atractivos para mejorar las intervenciones en la comunidad. Sin embargo, a pesar de tener currículums impresionantes y experiencia en cuerpos de policía exigentes, se cuestiona la validez de los argumentos de que estos candidatos no poseían las habilidades necesarias para ser oficiales en Saguenay.

### Caso policía de Gatineau
El Ministerio de Seguridad Pública de Quebec, Canadá, confirmó el inicio de una investigación sobre la conducta de agentes del SPVG (Servicio de Policía de la Ciudad de Gatineau). Esta decisión se tomó tras la solicitud de Geneviève Guilbault, ministra de seguridad pública y encargada de la región capital de Ottawa. La investigación estará a cargo del BEI (Oficina de Investigaciones Independientes).La inquietud sobre el comportamiento policial surgió después de que una diplomática al servicio de la República de Senegal en Ottawa denunciara que su casa fue allanada el martes. Además, afirmó que fue esposada y brutalmente agredida por los agentes.
El Ministerio de Relaciones Exteriores en Dakar, Senegal, citó al secretario de negocios de la embajada canadiense para «denunciar y condenar enérgicamente el acto racista y de barbarie», donde la policía ejerció «violencia física y moral humillante frente a testigos». Asimismo, solicitaron acciones contra «los autores de esta inaceptable agresión».En respuesta a las acusaciones, el SPVG argumentó que la mujer atacó violentamente a dos oficiales y que, dada su reacción, la actitud de los agentes estuvo en línea con el protocolo establecido.
El conflicto se originó debido a una orden judicial contra la diplomática, cuyo contenido no se ha divulgado. La policía intervino para asistir al agente judicial encargado de ejecutar la orden. Según los agentes, la diplomática se volvió «agresiva», por lo que fue esposada y trasladada en un vehículo policial.El gobierno canadiense, en un comunicado, aseguró que «seguirá cooperando plenamente con Senegal para remediar esta lamentable situación».
Por su parte, Andrée Laforest, ministra interina de Relaciones Internacionales y de la Francofonía de Quebec, señaló que, las Relaciones Diplomáticas, la Convención de Viena de 1961 otorga inmunidad diplomática al Primer Consejero de la Embajada de Senegal en Canadá. Esto pone en cuestión la legalidad de la intervención policial.Por lo tanto, la investigación del BEI se centrará únicamente en la conducta de los agentes de policía, mientras que cualquier denuncia contra la diplomática será archivada debido a la aplicabilidad de la inmunidad diplomática.

### Jean René Junior Olivier y el incidente policial en Repentigny
Jean René Junior Olivier fue un ciudadano afrodescendiente de Repentigny, suburbio de Montreal, que perdió la vida el 1 de agosto de un año no especificado, tras un enfrentamiento con la policía local. El caso generó controversia y debates sobre el racismo y el uso excesivo de la fuerza por parte de las autoridades en la región.Marie-Mireille Bence, madre de Olivier, llamó a los servicios de emergencia tras observar a su hijo en un estado de crisis, sosteniendo un cuchillo de mesa. La respuesta policial resultó en la muerte de Olivier, lo que desató críticas y cuestionamientos sobre la actuación de los oficiales. Según Bence, su hijo no representaba una amenaza en el momento en que fue abatido, ya que había soltado el cuchillo.
Reacciones y denuncias: El incidente fue ampliamente condenado por la comunidad y activistas, quienes señalaron un patrón de comportamiento racista por parte de la policía de Repentigny hacia la comunidad negra. Dolmine Laguerre, familiar de Olivier, se preguntó públicamente por qué los oficiales no emplearon medios no letales, como una pistola eléctrica, para controlar la situación.El incidente con Olivier no fue un caso aislado. Durante años, residentes y académicos han denunciado actitudes y comportamientos racistas por parte de la policía local. François Ducas, un profesor del área, fue víctima de acoso policial repetido y, tras presentar una denuncia, recibió una indemnización por actos de racismo. Pierre-Richard Thomas, coordinador de Lakay Media, ha documentado múltiples casos de detenciones problemáticas y ha pedido una investigación exhaustiva sobre la conducta de la Policía de Repentigny.
A raíz del incidente, hubo llamados a una reforma profunda en las prácticas policiales de Repentigny. Helen Dion, directora de la Policía de Repentigny, reconoció la necesidad de mayor sensibilidad y comprensión por parte de la fuerza policial. En el año 2020, se reportó que solo 3 de los 120 policías de Repentigny se identificaban como miembros de minorías visibles.

### Manifestaciones en solidaridad con George Floyd

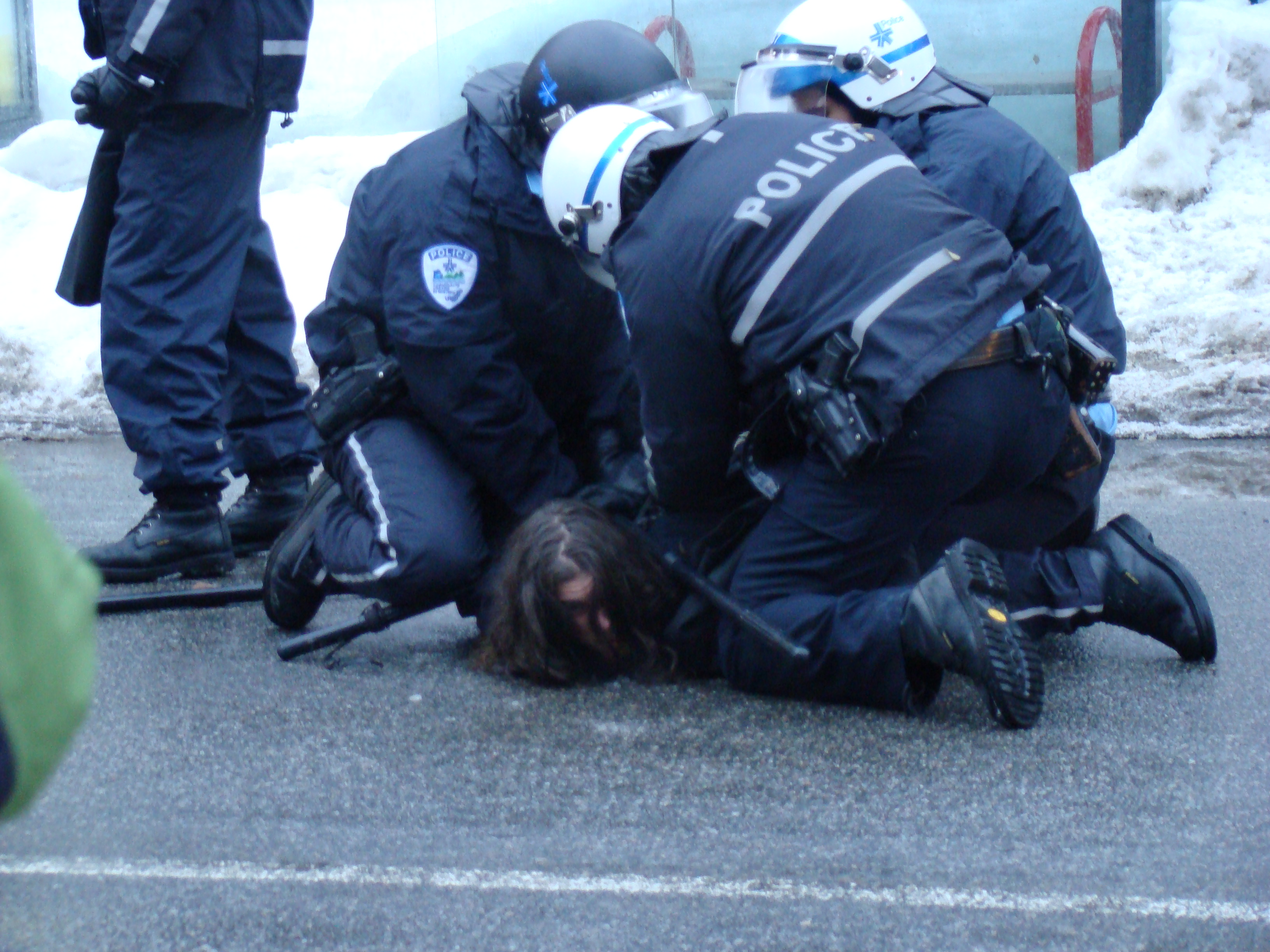
Policía de Montreal deteniendo a manifestante (2008)

El 2 de junio de 2020, diversas ciudades canadienses vivieron protestas, algunas con episodios de violencia, en respuesta a las manifestaciones masivas en Estados Unidos debido a la muerte del afroamericano desarmado George Floyd a manos de la policía de Minneapolis.El domingo anterior, Montreal se vio inundada por miles de manifestantes que alzaron su voz en contra de los perfiles raciales y la brutalidad policial tanto en Canadá como en Estados Unidos. La misma fuerza policial de la ciudad, a través de un tuit, expresó su rechazo a los eventos relacionados con la muerte de Floyd. En sus propias palabras, destacaron que tanto las acciones tomadas como la inacción de testigos presenciales «van contra los valores de nuestra organización». Añadieron, además, que respetan el derecho de protesta y garantizarán la seguridad de los manifestantes.
Sin embargo, tras concluir la marcha pacífica, el ambiente se tensó. Algunos individuos lanzaron objetos contra la policía, que respondió con gases lacrimógenos y spray de pimienta. Como resultado, múltiples tiendas sufrieron daños, incendios y saqueos, lo que llevó a la detención de 11 individuos, siendo nueve acusados de robo e invasión.Valerie Plante, alcaldesa de Montreal, repudió el comportamiento de los saqueadores en Twitter, afirmando que sus actos no reflejaban el espíritu del protesto pacífico. Por su parte, el primer ministro de Quebec, François Legault, aunque mostró apoyo a la lucha contra el racismo, negó la existencia de «discriminación sistémica» en Quebec, donde la población negra constituye la principal minoría visible en Montreal.
Contrariamente, el primer ministro canadiense, Justin Trudeau, en una conferencia sobre COVID-19, reconoció la problemática racial en el país. Según él, «El racismo antinegro es real; el sesgo inconsciente es real y la discriminación sistémica es real» en Canadá. Esta posición fue respaldada por Ahmed Hussen, ministro de familias, niños y desarrollo social, quien, desde su experiencia como hombre negro y padre, refutó la idea de que el racismo no es un problema en Canadá.

### Discriminación por raza
El perfilamiento racial o discriminación racial en la Policía de Quebec hace referencia a las prácticas discriminatorias llevadas a cabo por las fuerzas de seguridad en la provincia de Quebec, Canadá, donde individuos son seleccionados o tratados de manera diferente basándose en su raza, etnia u origen nacional, en lugar de en evidencia objetiva sobre su conducta. Esta práctica ha sido objeto de críticas y controversias en las últimas décadas, especialmente en relación con la comunidad afrodescendiente y otras minorías étnicas. Aunque las autoridades provinciales han implementado diversas medidas para combatir estas acciones, persisten denuncias y evidencias que sugieren que la discriminación racial sigue siendo un problema en el sistema policial de Quebec.
La policía de Quebec enfrenta más de cien quejas anuales por perfilamiento racial, pero pocas resultan en sanciones disciplinarias. Una revisión de datos durante cinco años muestra la compleja batalla que enfrentan aquellos que se sienten objetivos de discriminación policial. Hèzu Kpowbié, padre de dos hijos y residente de Repentigny (Quebec), fue rodeado por tres oficiales de policía con sus armas desenfundadas mientras estaba en un parque. A pesar de su experiencia traumática, su caso fue desestimado por la comisión de ética policial. El incidente ocurrió cuando Kpowbié, que es negro, sostenía una carta abierta que un amigo de su hijo había llevado para arreglar un juguete. La policía se acercó después de que alguien llamara al 911 informando sobre un hombre con un cuchillo. Aunque Kpowbié fue multado con C$150 por posesión de un arma, un juez municipal desestimó la multa y elogió su conducta. Llevó su caso a la comisión de ética policial de Quebec, que maneja quejas contra oficiales, pero fue rechazado. Posteriormente, la Comisión de Derechos Humanos de Quebec ordenó a la Ciudad de Repentigny y a los oficiales involucrados pagarle un total de $ 42 000. Sin embargo, las decisiones de esta comisión no son vinculantes y Kpowbié todavía espera una fecha para una audiencia.En los últimos cinco años, hasta abril de 2022, la comisión de ética policial ha recibido un promedio de 156 quejas de perfilamiento racial anualmente, lo que representa el 7 % de todas las quejas. De estas, solo once han llegado al comité de ética policial, y solo cuatro han resultado en una sanción disciplinaria para un oficial de policía.
Fo Niemi, director ejecutivo del Centro de Investigación-Acción sobre Relaciones Raciales (CRARR), señaló que el sistema es lento y complicado. La organización CRARR ha identificado problemas similares con el sistema de quejas policiales, sugiriendo que no responsabiliza adecuadamente a la policía por su comportamiento discriminatorio. Se ha observado que las personas negras e indígenas tienen muchas más probabilidades de ser detenidas por la policía. A pesar de las tensiones entre la policía y la comunidad negra en Repentigny, no se encontró ninguna queja de discriminación racial que llegara al nivel del comité desde 1991.
También hay preocupaciones sobre cómo funciona el sistema de quejas en regiones fuera de Montreal. Si bien hay casos en los que las quejas tienen éxito en la comisión de derechos humanos, estas enfrentan retrasos. Niemi mencionó que la comisión de ética policial tiene recursos limitados, carece de diversidad entre su personal y está comprometida por una disposición que permite a los oficiales evitar testificar durante una investigación. Wayne King, un hombre negro y padre de cuatro hijos, presentó quejas sobre dos casos de presunto perfilamiento racial con la ayuda de CRARR. En el primer caso, fue recompensado con C$ 21 000 por la comisión de derechos humanos, pero el caso no llegó a la etapa de investigación de la comisión de ética policial. En el segundo caso, la comisión de ética policial rechazó de inmediato su queja.

#### Caso policía de Terrebonne
El Comité de Ética Policial de Quebec determinó que Jean-Philippe Girard, oficial de la policía de Terrebonne, violó tres reglas del código de conducta al realizar una parada de tráfico, en la que perfiló racialmente a Jonathan Woodley, un hombre negro. Este fallo representa un hito, ya que es la primera vez que dicho comité reconoce un caso de perfilamiento racial contra la policía de Terrebonne. Fo Niemi, director ejecutivo del Centro de Investigación-Acción sobre Relaciones Raciales (CRARR), quien asistió a Woodley en su caso, expresó su esperanza de que esta decisión marque el comienzo de un cambio hacia la erradicación del discriminación racial en Terrebonne. Además, instó a la ciudad a invertir en capacitación y en la modificación de prácticas para combatir el racismo. En la resolución, la jueza administrativa Lysane Cree indicó que Girard intervino contra Woodley basándose en su raza o color, lo detuvo ilegalmente y no presentó un documento oficial de identificación cuando Woodley lo solicitó el 20 de julio de 2019. Esa noche, Woodley fue detenido mientras conducía el vehículo Acura de su esposa. 
Según información proporcionada por CRARR, durante la parada, Girard, quien estaba acompañado por la oficial Gabrielle Charbonneau-Laplante, inspeccionó el interior del vehículo y se negó a identificarse, devolviendo la licencia de conducir de Woodley a través de la ventana. Woodley registró gran parte del incidente con su cámara de salpicadero y su teléfono móvil. La jueza Cree señaló que la acción de Girard no solo representó un error técnico, sino una grave mala conducta, ya que su decisión de interceptar a Woodley estuvo basada en un «motivo oblicuo», es decir, un motivo post-facto, lo que refleja una falta de respeto hacia la ley. Cabe destacar que, según CRARR, Woodley ha sido detenido frecuentemente por la policía en las áreas de Mascouche, Terrebonne y Laval por controles de tráfico rutinarios, justificándose a menudo porque el vehículo está registrado a nombre de una mujer, su esposa.La Comisión de Derechos Humanos, en 2022, concluyó que Woodley fue víctima de discriminación racial y solicitó a la Ciudad de Terrebonne compensar a Woodley con C$13 000. Además, la ciudad enfrenta una demanda de $ 205 000 por presunta discriminación sistémica hacia su población negra. Actualmente, la ciudad está apelando la decisión. Como parte de sus demandas, la comisión exige que la policía de Terrebonne implemente políticas contra el perfilamiento racial, capacite a su personal y recoja y publique datos relacionados con la raza de las personas interceptadas.

#### Agresión a jóvenes negros fuera de discoteca
La policía de la ciudad de Quebec anunció la suspensión de cinco de sus oficiales después de que se difundiera en redes sociales un video en el que se muestra el trato violento hacia dos jóvenes negros afuera de una discoteca en el centro de la ciudad. En las imágenes, se puede observar a uno de los oficiales empujando nieve en la cara de un joven negro que estaba en el suelo siendo detenido. En otro video, se ve a una joven negra siendo arrastrada por la nieve, mientras un oficial parece agarrarla por el cabello. El joven que fue detenido se identificó como Pacifique Niyokwizera, de 18 años, y su abogado, Fernando Belton, declaró que cree que su cliente fue víctima de perfil racial. La ministra de Seguridad Pública, Geneviève Guilbault, ha solicitado al Comisionado de Ética Policial de Quebec, Marc-André Dowd, que investigue las acciones de los oficiales involucrados.
Guilbault mencionó que, aunque algunos líderes comunitarios y oficiales electos han solicitado una investigación independiente, considera que Dowd es la persona más adecuada para investigar lo sucedido. Jo-Kirby Olongbo, Vicepresidenta de Emprendimiento de Le Forum Jeunesse Afro-Québécois (FJAQ), acogió con beneplácito las suspensiones pero manifestó que aún se necesita una investigación independiente e imparcial sobre el incidente. Por otro lado, se reveló que tres de los oficiales involucrados en el incidente también participaron en un enfrentamiento violento en un restaurante italiano esa misma noche. Jean-Philippe St-Laurent, quien fue víctima de la violencia policial en el restaurante Portofino, contó a Radio-Canada que decidió hablar con los medios después de ver lo que le sucedió a Niyokwizera esa noche. St-Laurent mencionó que fue agredido por la policía sin razón aparente mientras estaba en el restaurante con amigos y que terminó en el hospital debido a las heridas sufridas.

## Tendencia al negacionismo
El racismo es un problema universal y Quebec no es la excepción. A menudo, en Quebec, este problema ha sido minimizado y asimilado a incidentes aislados, pero lamentables, que merecen una reflexión más profunda. Para Pierre Nepveu, profesor en la Universidad de Montreal, es importante discutir el racismo en Quebec sin caer en el negacionismo, la auto-complacencia o las simplificaciones excesivas, evitando las generalizaciones y la auto-flagelación.
En el contexto político de Quebec, la discusión sobre el racismo y su negación ha sido un tema recurrente. Un ejemplo significativo se encuentra en las declaraciones de Yves-François Blanchet, líder del Bloc Québécois, tras el congreso del partido celebrado en Drummondville. Blanchet expresó satisfacción por el evento, calificándolo de «enthusiasmant» y con un «bilan très positif», según declaró en la emisión Midi info de ICI Première.Blanchet, al abordar una resolución rechazada que proponía que la falta de autonomía de Quebec en materia de inmigración representaba un obstáculo para la cohesión social, sostuvo que los militantes votaron libremente. Subrayó que no veía problema en que una sociedad se adhiera a un núcleo cultural común, incluyendo una lengua común y ciertos valores compartidos, algo que consideró esencial para la cohesión social.
En sus declaraciones, Blanchet criticó la noción de racismo sistémico, argumentando que, aunque es una doctrina científicamente interesante, debería excluirse del debate político por haberse convertido en una «arma política» contra aquellos que desean una nación quebequense. Según él, el concepto de cohesión ha sido malinterpretado, argumentando que cualquier persona que vive en Quebec es un quebequense, independientemente de si está de acuerdo con él o no.Blanchet también destacó los esfuerzos del Bloc Québécois por redefinir la identidad del partido, su forma de trabajo y cómo desean ser percibidos por los quebequenses. Mencionó la aspiración de aumentar la representación del partido en la Cámara de los Comunes, enfatizando la importancia de fortalecer la influencia de Quebec en Ottawa.
Una moción adoptada unánimemente por la Asamblea Nacional de Quebec declaró que la provincia es uno de los lugares más «abiertos y acogedores del mundo». Sin embargo, esta afirmación ha enfrentado críticas significativas. A pesar de ser adoptada sin debate, la moción especifica que Quebec no es más racista que otros lugares.Líderes comunitarios, refiriéndose a legislaciones como la Ley 21 y a comentarios previos del gobierno sobre el racismo sistémico – negando su existencia en la provincia – argumentan que la moción no refleja la realidad de Quebec. Fareed Khan, fundador de Canadians United Against Hate, critica la postura del gobierno, acusándolo de racismo y de negar la existencia del problema en Quebec. Según Khan, la necesidad de tal resolución demuestra que Quebec no es, en muchos aspectos, una sociedad abierta y aceptante.
La moción también rechaza cualquier acusación de que el racismo sea más prevalente en Quebec en comparación con otros lugares. Además, denuncia cualquier vínculo entre el racismo y la ley de laicidad de Quebec, conocida como Ley 21, que prohíbe a algunos funcionarios públicos en posiciones de autoridad usar símbolos religiosos, como el hiyab, el turbante o la kipá, mientras trabajan.Kwadwo Yeboah, un abogado defensor penal, y Nakuset, directora del Refugio para Mujeres Nativas de Montreal, expresaron preocupaciones sobre las políticas del gobierno, percibiéndolas como limitantes para la inmigración y un obstáculo para la diversidad cultural y religiosa. Un sondeo reciente de Angus Reid sobre la islamofobia en Canadá reveló que más de la mitad de los encuestados en Quebec tienen una visión desfavorable del Islam. Khan criticó la postura del gobierno, acusándolo de fomentar una cultura de asimilación forzada.
Además, se ha creado una petición por Québec solidaire solicitando al gobierno de la CAQ reconocer la existencia de racismo sistémico y discriminación en la provincia, impulsando la adopción del Principio de Joyce. Nombrado en honor a Joyce Echaquan, una madre de Manawan que falleció en 2020 en un hospital de Joliette poco después de grabar al personal burlándose de ella, el principio no fue adoptado en 2020 debido a la objeción de los líderes de los partidos provinciales al uso del término «racismo sistémico».Nakuset destacó que los problemas que enfrentan los pueblos indígenas no han cambiado y la renuencia a adoptar el Principio de Joyce es decepcionante, pero no sorprendente. Khan agregó que la negativa del gobierno a aceptar la existencia de racismo sistémico, y el respaldo de otros partidos de oposición a esta postura, indica que el racismo está profundamente arraigado en la provincia.

### Intervención política en la investigación académica
El reciente rechazo de la ministra de Educación Superior de Quebec a la nominación de Denise Helly, una destacada investigadora especializada en minorías, racismo e islamofobia, como miembro del consejo de administración del INRS (Instituto Nacional de Investigación Científica), ha generado controversia en el ámbito académico. La ministra, perteneciente a la Coalición Avenir Québec (CAQ), justificó su decisión citando la participación de Helly en un simposio sobre islamofobia en 2015 y un premio recibido en 2016 de un colectivo contra la islamofobia, liderado por Adil Charkaoui, una figura polémica. Esta situación ha suscitado preocupaciones sobre la posible injerencia política y la amenaza a la libertad académica.Paralelamente, se ha mencionado una situación similar ocurrida en 2022, cuando el Ministerio de Salud y Servicios Sociales de Quebec canceló una formación sobre racismo, desarrollada por expertas en la materia, tras su negativa a eliminar una sección sobre racismo sistémico. Esta decisión se tomó a pesar de la aprobación inicial del contenido por parte del Comité de Validación.
Un reportaje de Radio-Canada, realizado por Thomas Gerbet, titulado «Des chercheuses accusent Québec de censure d’une formation sur le racisme» (Investigadoras acusan a Quebec de censurar una formación sobre racismo), pone en duda la intervención política en la producción académica y la cancelación de la formación por motivos ideológicos, evidenciando que temas como el racismo sistémico y la islamofobia siguen siendo tabú para el gobierno de la CAQ.Estos eventos reflejan preocupaciones sobre la limitación de la libertad académica, especialmente en investigaciones relacionadas con temas sociales sensibles. Se señala que el trabajo riguroso de los investigadores se ve comprometido por consideraciones políticas e ideológicas, lo que representa un riesgo para la investigación social en una sociedad democrática. Esto conlleva el riesgo de fomentar discursos populistas, prejuicios y extremismo de derecha.

### Gestión de Michelle Jeannotte
Michelle Jeannotte, la 30ª lugarteniente gobernadora de la provincia de Quebec, se ha instalado recientemente en sus nuevas oficinas, ubicadas cerca del hotel del Parlamento. Se caracteriza por su franqueza y directa forma de expresarse, especialmente en temas como el racismo sistémico, el cual el gobierno de Legault se niega a reconocer, a pesar de las demandas de varios grupos autóctonos.Jeannotte, conocida por su enfoque práctico, opina que debatir sobre el reconocimiento del racismo sistémico es una pérdida de tiempo que podría usarse para salvar vidas y evitar tragedias como la de Joyce Echaquan. Promueve activamente la adopción del «Principio de Joyce», que busca garantizar a los pueblos autóctonos un acceso equitativo a los servicios de salud y sociales.
Aunque reconoce que su rol es apolítico, Jeannotte no se limita a un papel simbólico. Se considera una figura diplomática, buscando ayudar y unir. Curiosamente, pese a que los diputados votaron unánimemente por abolir el cargo de lugarteniente gobernador, ella no toma esto como algo personal y planea estar más presente en los debates del Salon bleu.Jeannotte cuestiona el escaso apego de los quebequenses hacia la monarquía, un punto mencionado en la moción para abolir su puesto. Sorprendentemente, su oficina ha recibido numerosas solicitudes para condecoraciones y distinciones del lugarteniente gobernador, reuniones y visitas regionales.